# Polen
För andra betydelser, se Polen (olika betydelser).
Polen (polska: Polska) formellt Republiken Polen (Rzeczpospolita Polska), är en republik i Centraleuropa. Polen gränsar till Tyskland i väst, Tjeckien och Slovakien i söder, Ukraina och Belarus i öst samt Litauen och Ryssland (Kaliningrad oblast) i norr. Landet har även maritim gräns i Östersjön i norr mot danska Bornholm och Sverige. Polens maritima territorialanspråk är 12 nautiska mil.
Den allra största delen av befolkningen på cirka 40 miljoner invånare är polacker, talar det officiella språket polska och tillhör främst den romersk-katolska kyrkan.
Polen är ett land med en lång historia. Nationen blev till på 900-talet och var en stormakt, men förlorade totalt sin självständighet på 1700-talet. Landet återfick självständighet efter första världskriget, men betalade ett högt pris under andra världskriget då landet ockuperades av både Nazityskland och Sovjetunionen. Efter krigsslutet hamnade landet i Sovjetunionens intressesfär (Östblocket). 1989 fick Polen den första icke-kommunistiska regeringen sedan kriget och i januari 1990 upplöstes kommunistpartiet. Efter kommunismens fall är Polen en liberal demokrati med fria val och marknadsekonomi. Polen är medlem i militäralliansen Nato sedan 1999 och i Europeiska unionen sedan 2004.

## Etymologi
Det finns flera teorier om ursprunget till det polska namnet på Polen – Polska. Enligt den vanligaste teorin kommer namnet från polanerstammen (Polanie), som bodde i dagens Storpolen och var den dominerande stammen i området. Namnet Polanie däremot tror man kommer från ordet pole vilket betyder slätt och åker på polska, alltså skulle polanie kunna översättas till slättmänniskor.
Under forntiden kallades landet på latin för Terra Poloniae (landet Polen) eller Regnum Poloniae (riket Polen). Namnet Polska börjades först att användas på 1000-talet. Polanernas gamla land blev på 1300-talet kallat för Staropolska (Gamla Polen) men byttes senare till Wielkopolska (Storpolen). Området i söder blev kallat Małopolska (Lillpolen).
Andra namn som förekommer på Polen (persiskans لهستان Lahestān eller Lehestān och litauiskans Lenkija) och på polacker (turkiskans Leche, ryskans Lach och ungerskans Lengyel) kommer från namnet på lędzianiestammen som troligtvis bodde i södra Polen.
Det polska ordet rzeczpospolita (i Rzeczpospolita Polska) betyder republik och används endast om det egna landet, alltså Polen. Ordet republika används om andra republiker som i Republika Czeska (Republiken Tjeckien).

## Historia

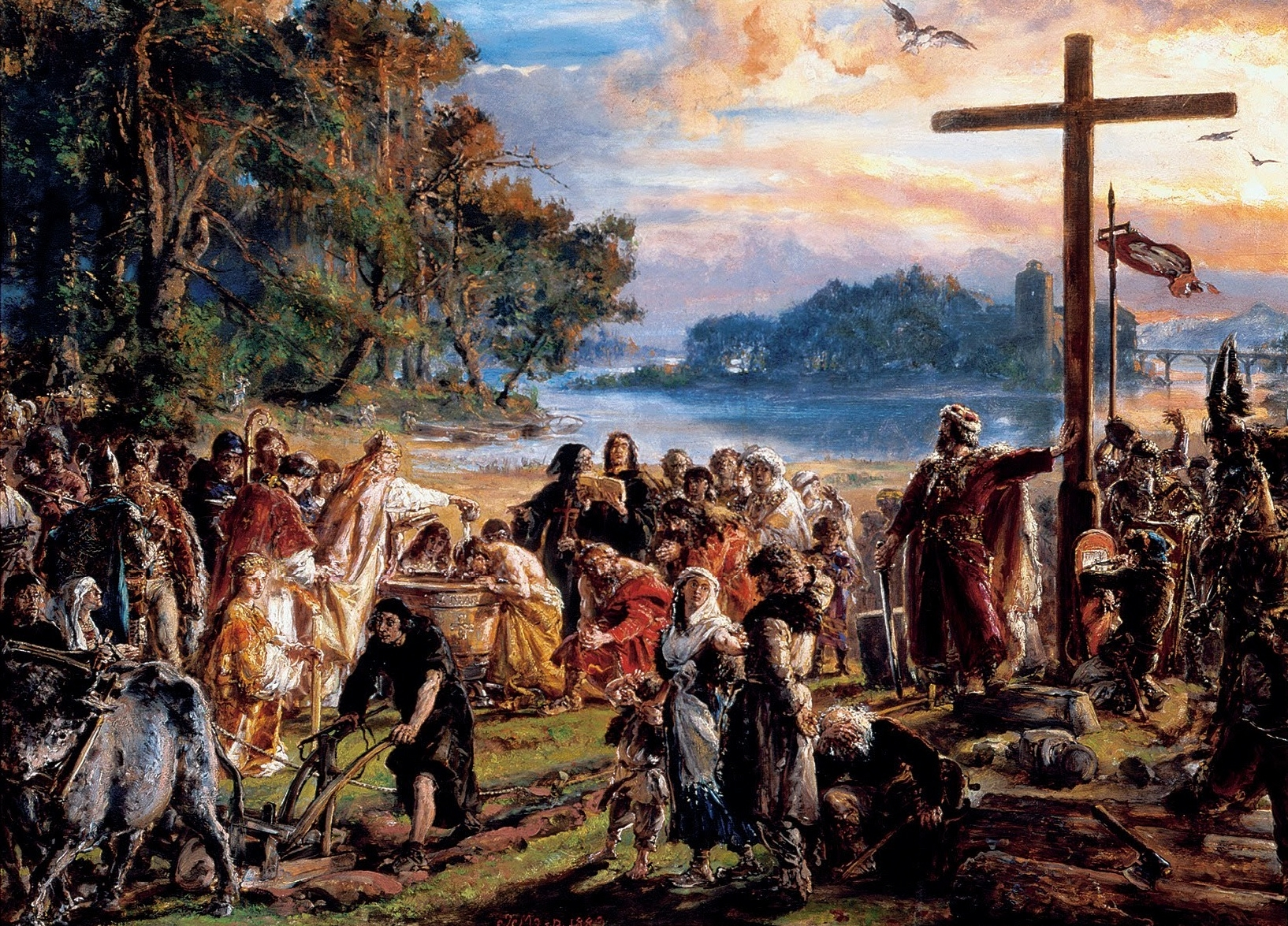
Kristnandet och grundandet av Polen år 966, målning av Jan Matejko.

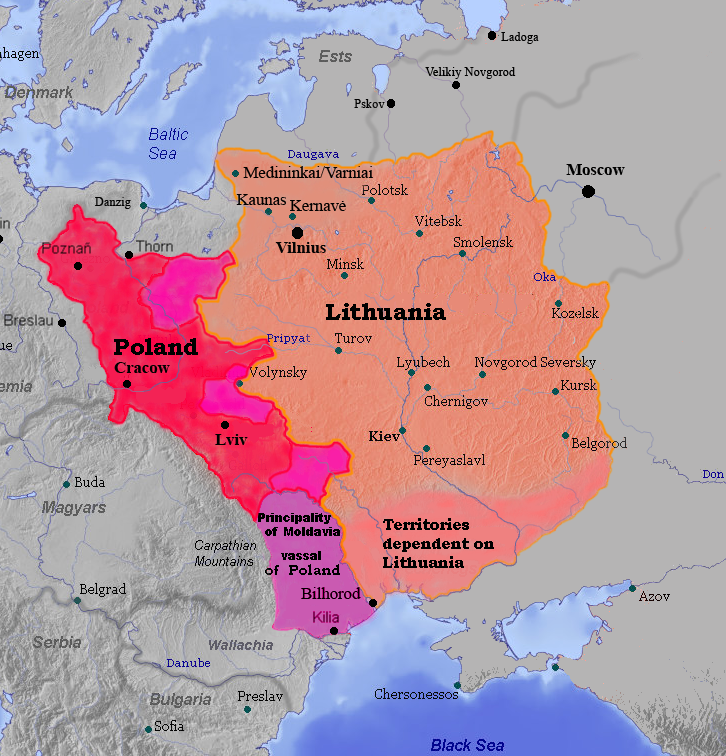
Polen och Litauen under slutet av 1300-talet.

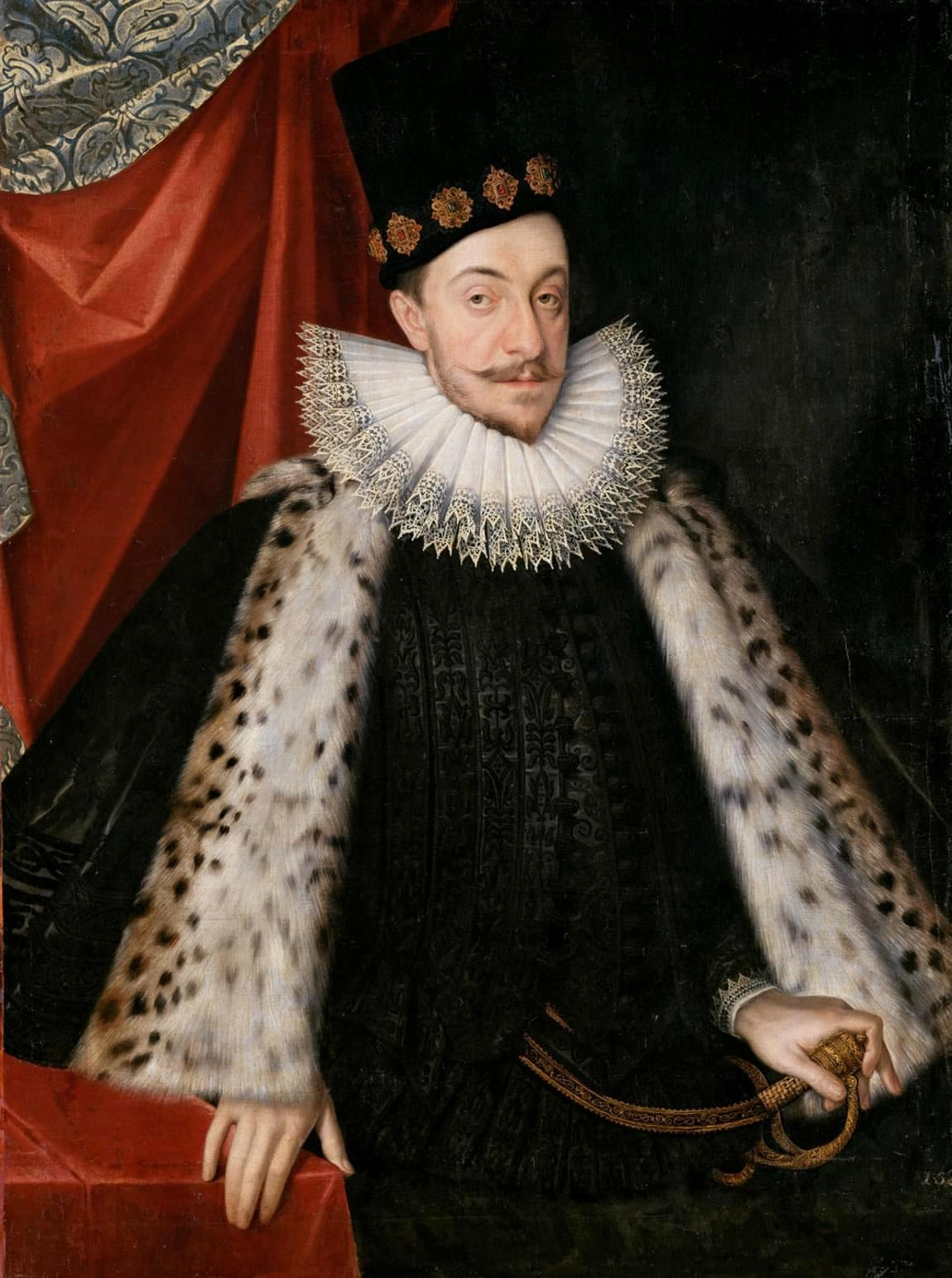
Konung Sigismund styrde Polen och Sverige som två förenade kungariken.

Slaget vid Grunwald år 1410, medeltidens största slag, av Jan Matejko.

### Rikets grundande
Som Polens förste ledare räknas fursten Mieszko I (okrönt) som regerade 962–992. Hans giftermål med den tjeckiska prinsessan Dubrawka av Böhmen år 965 tros ha påskyndat Polens kristnande följande år. Deras son, Bolesław I Chrobry besteg vid faderns död år 992 tronen och regerade fram till sin död 1025. Strax innan han dog kröntes han av biskopen i Gniezno (Polens dåtida huvudstad) och räknas därför som Polens förste krönte kung. Under 1100-talet kom det efter Boleslav III:s död till en splittring i distrikt och provinser med fraktioner och inbördesstrider om Krakowtronen som följd. Denna period pågick i 160 år och underlättade den tyska expansionen in på polskt territorium i dess västra delar. Vladislav Alnshög (Władysław I Łokietek) enade dock riket och kröntes till kung av det enade Polen år 1320.

### Medeltid till återvunnen suveränitet 1920
Det medeltida kungariket Polen ingick 1385 i personalunion med storfurstendömet Litauen för att freda sig mot Tyska orden respektive det moskovitiska Ryssland. År 1569 ingick Polen och Litauen i en realunion varpå Litauen de facto utgjorde en del av Polen. Denna tid kallas för det gyllene seklet och landet kallades då för det polsk-litauiska samväldet eller "Republiken av två nationer" (Rzeczpospolita Obojga Narodów). Under 1500-, 1600- och 1700-talen ökade successivt den polska adelns makt på bekostnad av de polska kungarna, vilket till slut ledde till regelrätt kaos. Det berömda uttrycket liberum veto (latin för "fritt veto") härrör från en tid då en enda adelsman hade rätt att stoppa ett riksdagsbeslut då absolut enighet i en fråga ansågs som grundläggande för att den skulle genomdrivas. Uttrycket polsk riksdag härrör från denna tid och används än idag om situationer där kaos och oenighet råder.
1594–1649 utbröt flera kosackuppror i det polska riket som bottnade i framför allt religiös förföljelse av ortodoxa ukrainare av den katolska kyrkan och den polska staten. Det sista upproret ledde till att Ukraina 1654 anslöt sig till Ryssland. Enligt fredsavtalet mellan Ryssland och Polen 1667 tillföll Ukraina slutligen Ryssland. (Se vidare Polens historia.)

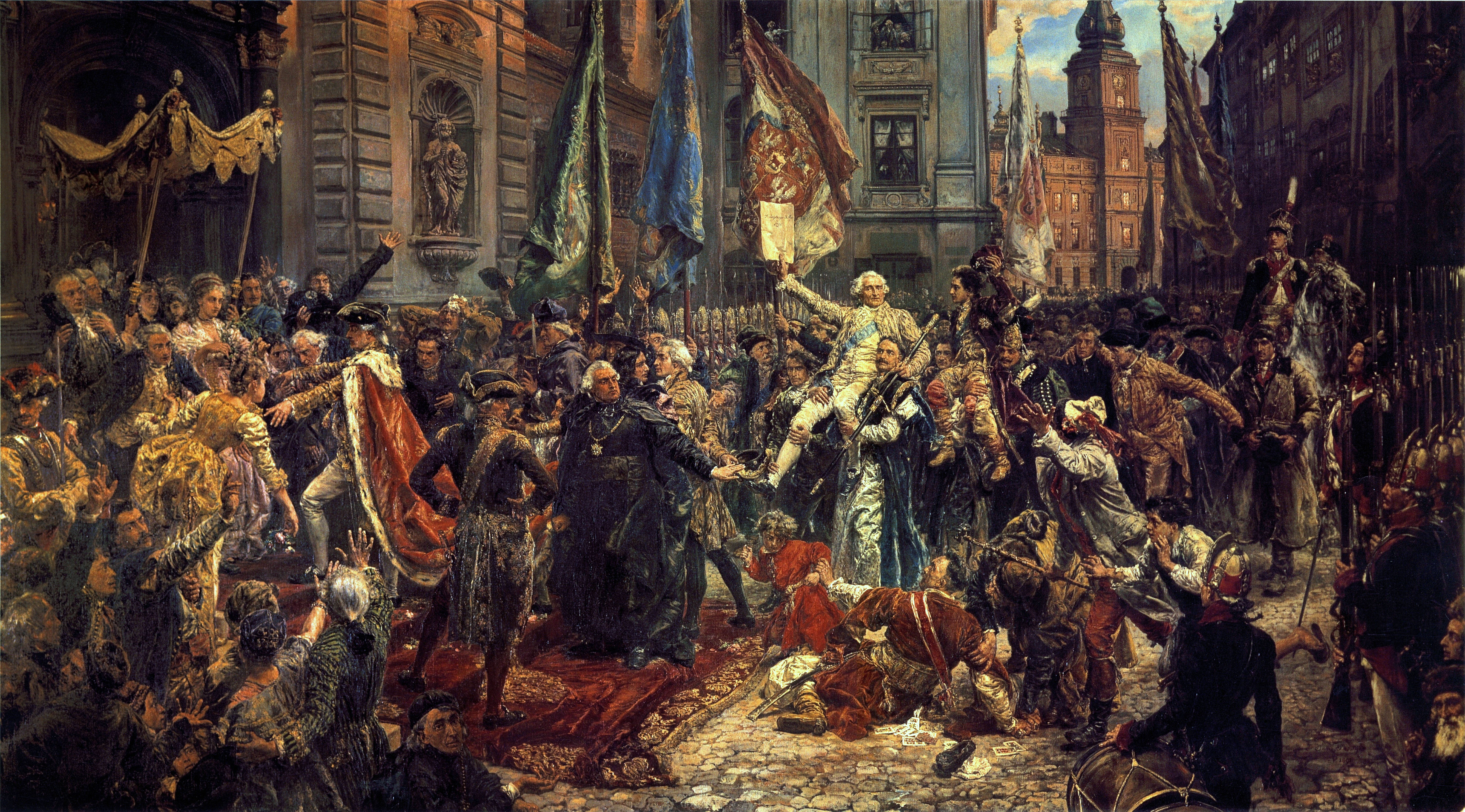
Konstitutionen från 1791, målad av Jan Matejko.

I slutet av 1700-talet delades det nedgångna och svaga Polen vid tre tillfällen (1772, 1793 och 1795) upp mellan stormakterna Ryssland, Preussen samt Österrike-Ungern (se vidare Polens delningar). Territoriet krympte vid de båda första delningarna, och genom den sista delningen upphörde landet helt att existera som självständig stat. Den polska nationen fick därefter förvalta och utveckla sin kultur underjordiskt, trots återkommande russifierings- och förtyskningskampanjer.
Tusentals polacker sökte sig till det revolutionära Frankrikes härar för att under dess fanor kämpa för Polens frihet i helt polska legioner. Napoleon I upprättade år 1807 Storhertigdömet Warszawa, vilket var en fransk lydstat. Polackerna förväntade sig att storhertigdömet skulle vara det första steget inför återupprättande av en suverän polsk stat. Storhertigdömet Warszawa erövrades av den sjätte koalitionens styrkor 1813 och tillföll Ryssland efter Wienkongressen 1815. Under resten av 1800-talet följde ett pärlband av misslyckade polska uppror, som alla slogs ner hårt (1830–1831, 1832, 1844, 1846, 1848–1849, 1863–1865, 1866 samt 1905). Polacker deltog även i uppror i andra stater som var direkt eller indirekt riktade mot någon av Polens tre ockupationsmakter (Ryssland, Tyskland och Österrike-Ungern). Först efter första världskriget upprättades år 1918 en oberoende, suverän polsk stat. Striderna i Polen slutade emellertid inte efter första världskriget. Det återfödda Polen hamnade omedelbart i konflikt med samtliga grannstater om territorier dessa också gjorde anspråk på.
Konflikten med Ukraina och därpå med Sovjetryssland var den allvarligaste och mest omfattande. Det polsk-sovjetiska kriget 1920 slutade med en polsk seger och 1921 fastställdes den polska gränsen i öst genom fredsavtalet i Riga.

### Andra världskriget
I samband med Münchenavtalet i september 1938 ockuperade Polen delar av det tjeckiska Schlesien, polsktalande Zaolzie (tjeckiska: Záolší) samt den tjeckiska delen av den polsk-tjeckiska staden Cieszyn.

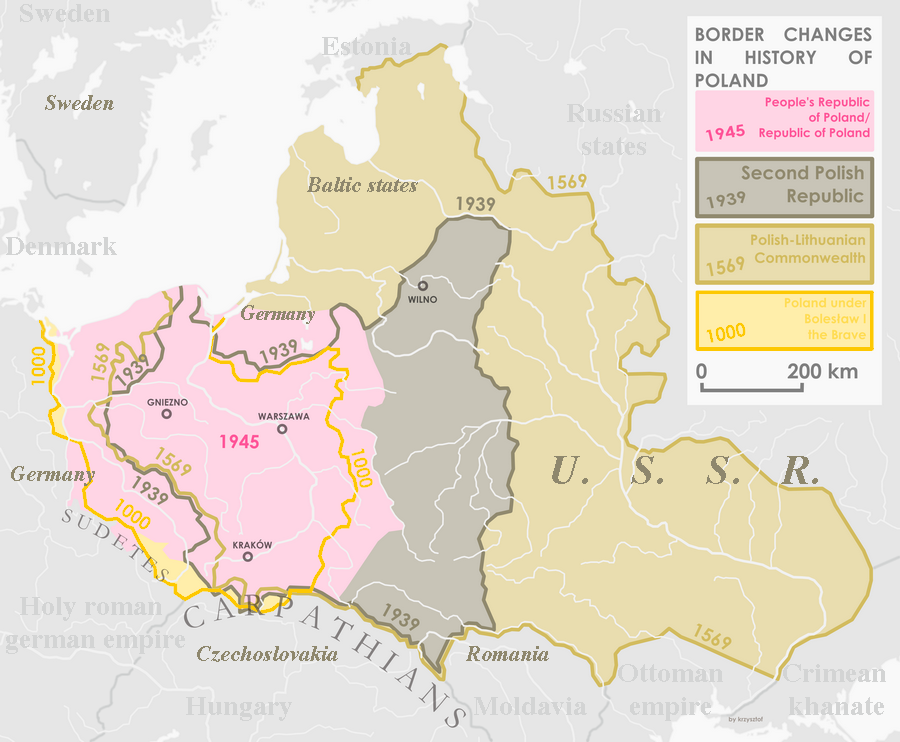
Polens gränser efter 1945
Polens gränser 1939
Polen-Litauen 1569
Polens gränser 1000

Den 1 september 1939 invaderade Nazityskland Polen, vilket i praktiken även var startskottet för andra världskriget. Den 17 september inleddes det polsk-sovjetiska kriget då Sovjetunionen gick in i östra Polen i enlighet med överenskommelsen med Tyskland i Molotov–Ribbentrop-pakten. Polen delades mellan Tyskland och Sovjetunionen och polackerna förföljdes svårt av båda.
Anslutningsformen av de av Tyskland respektive Sovjetunionen kontrollerade områdena skilde sig stort från varandra. Om Hitler med sitt direktiv från den 8 oktober 1939 helt enkelt annekterade dessa områden genom att förklara dem en del av Tyskland, så organiserade den sovjetiska ledningen två val (i västra Ukraina respektive västra Belarus) med målsättning att ansluta dessa områden till Sovjetunionen. (Se Polens historia, avsnittet Polen under andra världskriget 1939–1945 för fler detaljer kring dessa val.)
Sex miljoner polacker, varav tre miljoner av judiskt ursprung, men även andra etniska grupper, sexuella minoriteter och individer med psykisk ohälsa som Tredje riket ansåg överflödiga, sändes till koncentrationsläger och mördades. Särskilt den polska intelligentian förföljdes. Polackerna, i likhet med alla slaver, ansågs som undermänniskor av nazisterna och skulle mer eller mindre utrotas. Detta var orsaken till att polackerna hade den största och effektivaste motståndsrörelsen i Europa under kriget (400 000 personer).

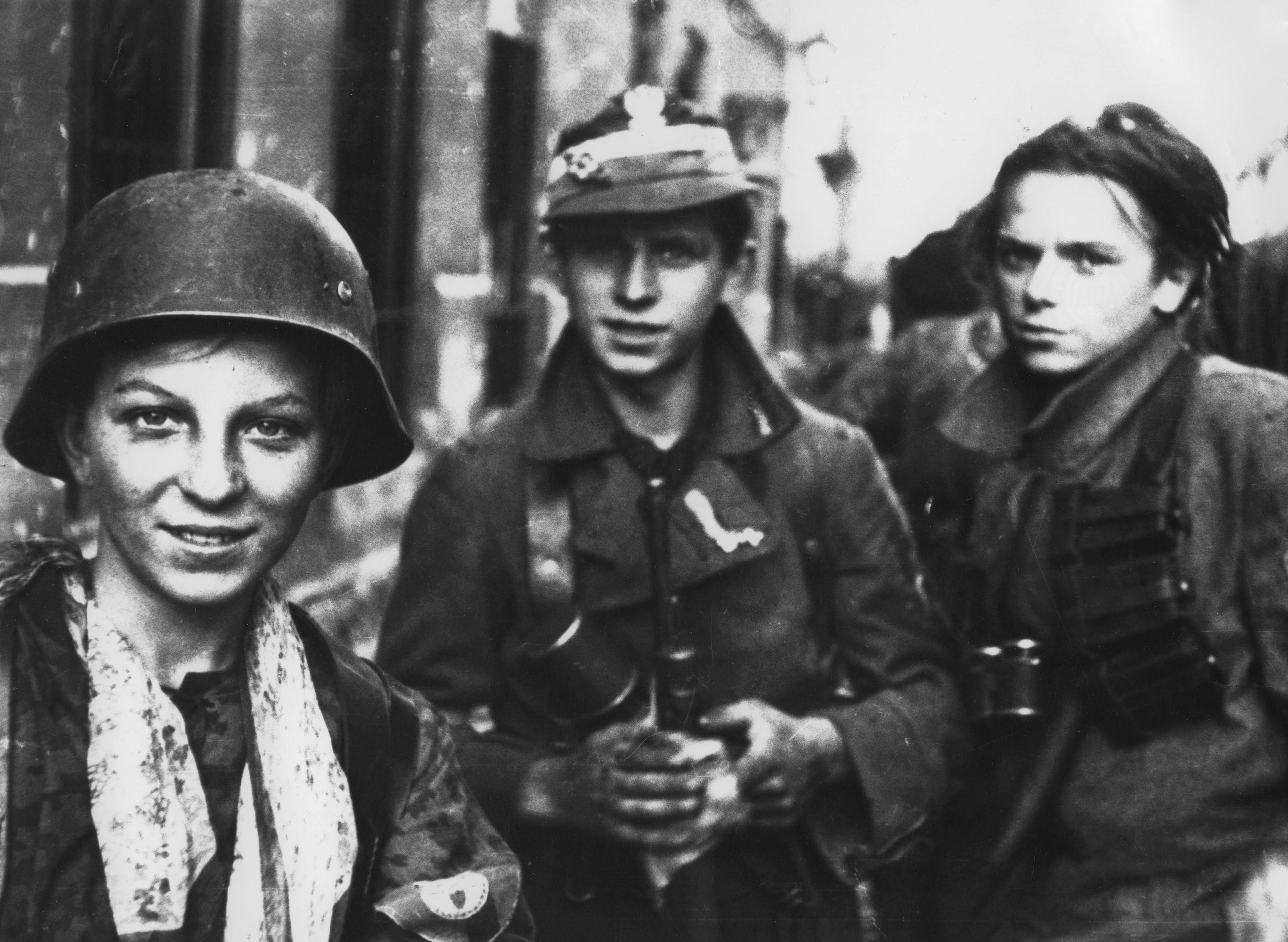
Polska ungdomar som slåss för självständighet under Warszawaupproret 1944.

I den sovjetkontrollerade halvan av Polen förföljdes också polacker och judar liksom de övriga stora folkgrupperna: ukrainare, vitryssar och litauer. Minst 21 857 polska officerare mördades i sovjetiska krigsfångläger (bland annat i samband med Katynmassakern). Mellan 320 000  och 1,5 miljoner polska medborgare – män, kvinnor och barn – förflyttades eller deporterades till de inre delarna av Sovjetunionen där närmare 325 000 dog av umbäranden. Först vid Hitlers anfall mot Sovjetunionen förbättras dessa polackers villkor något. Polska exilregeringen lyckades utverka att 115 000 polacker fick utvandra över Persien, och soldaterna i gruppen fick utgöra stommen i Polska armén som bland annat deltog i de västallierades Italienoffensiv. Samtidigt befann sig hundratusentals polacker i exil i Västeuropa, dit de tagit sig för att strida i de västallierades reguljära arméer. Vid krigets slut kämpade 250 000 polacker på västfronten, vilket gjorde dem till den tredje största armén efter USA:s och Storbritanniens. Samtidigt marscherade närmare 400 000 polacker vid sidan av den sovjetiska Röda armén mot Berlin. Totalt sett var den polska maninsatsen den fjärde största efter Sovjet, USA och Storbritannien. Polackerna stred på samtliga krigsarenor i Europa, Nordafrika och på Atlanten.
Trots det stora deltagandet, och det stora lidandet som kriget orsakade, överlät de västallierade Polen till Stalin och den sovjetiska intressesfären. Följden blev att Polen 1945–1947 fick utstå ytterligare två år av strider och konflikter, som följdes av en drygt 40-årig kommunistdiktatur. Dessutom flyttades Polens landgränser efter kriget västerut, då de östra delarna av Polen tillföll Sovjetunionen (områden som idag tillhör Belarus och Ukraina). Polen fick som kompensation tidigare tyska områden i väster som Hinterpommern, Stettin, Posen-Westpreussen, större delen av Schlesien och södra delen av Ostpreussen. Miljontals människor i Polen och Tyskland fördrevs till följd av denna gränsomdragning. 500 000 polacker stannade i exil i väst på grund av sovjetstyret i Polen. Under Stalinperioden efter kriget kom ett stort antal polacker från motståndsrörelsen (under kriget) att utsättas för repressalier: de avrättades, fängslades eller deporterades av NKVD till sovjetiska Gulag. Polen var, vid sidan om Tjeckoslovakien, den enda segrarnationen som fick se sitt lands territorium krympa efter andra världskrigets slut. Med sex miljoner dödade polska medborgare av en befolkning på 35 miljoner (1939) blir det förluster på 18 procent, att jämföras med 0,2 procent för USA, 0,9 procent för Storbritannien, 7,4 procent för Tyskland, 7,4 procent för Japan, 11,1 procent för Jugoslavien och 11,2 procent för Sovjetunionen.

### Modern tid

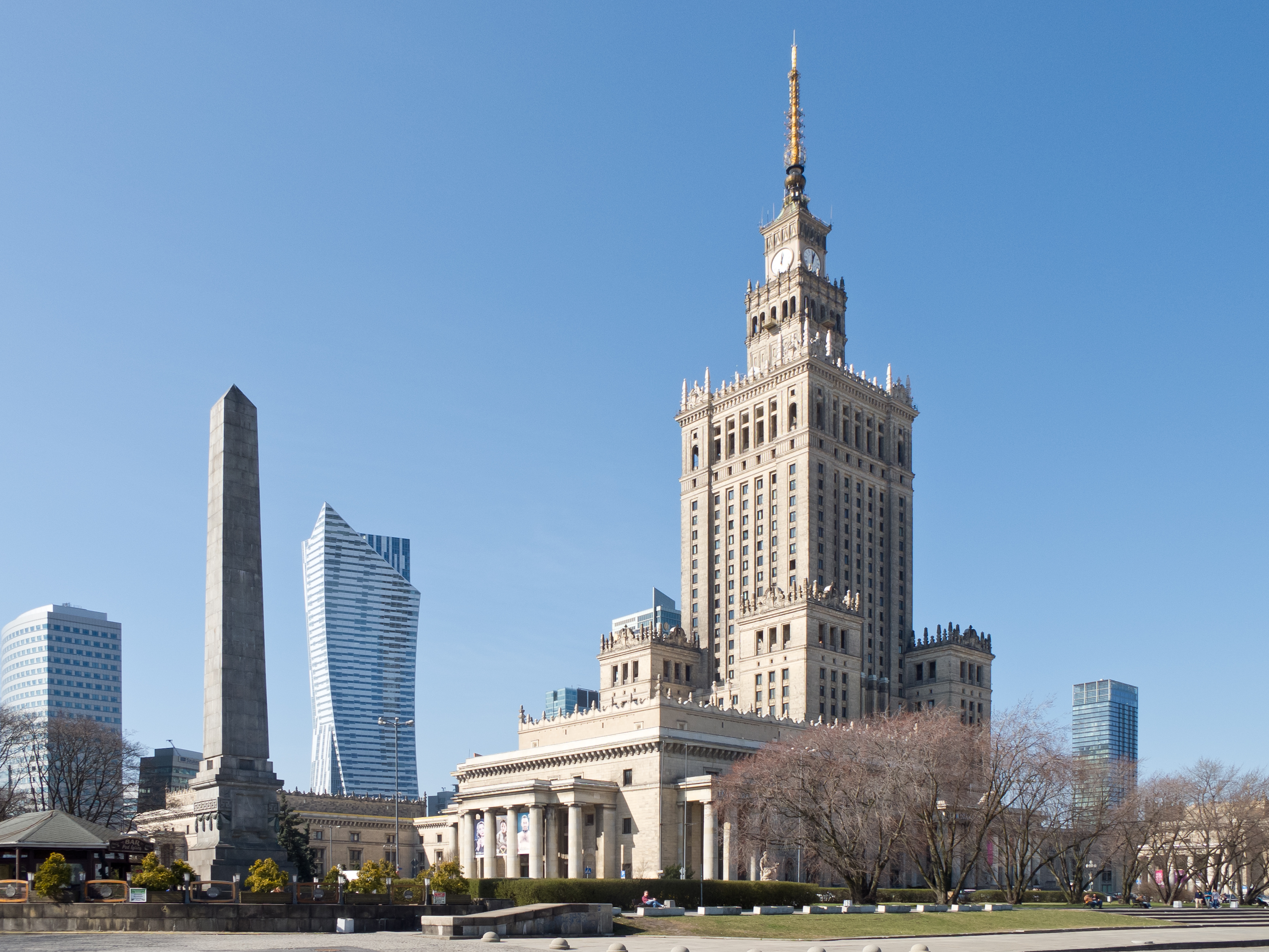
Kulturpalatset i Warszawa, en gåva från Sovjetunionen till det kommunistiska Polen.

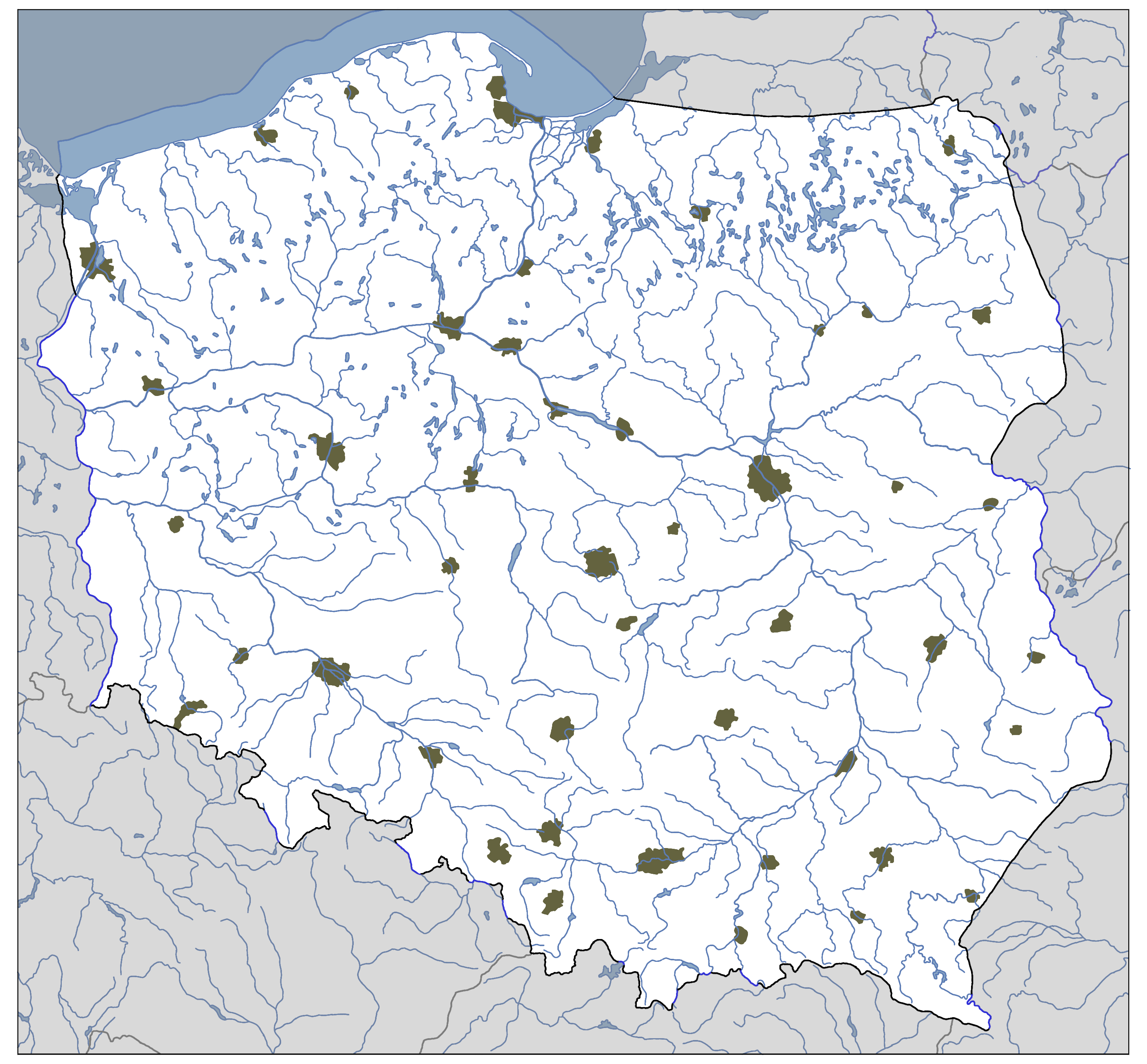
Karta över det moderna Polen

Makten i Polen togs över av en sovjetkontrollerad övergångsregering genom riggade val som gav kommunistpartiet makten i samband med befrielsen från Nazityskland under slutet av andra världskriget. Landet utropades till en kommunistisk folkrepublik (officiellt namn 1947–1990: Polska Rzeczpospolita Ludowa) år 1947 efter strider som kostat ytterligare 100 000 polacker livet. Landet var under sin tid som folkrepublik medlem av Warszawapakten och Comecon. Under auktoritär ledning av det Polska förenade arbetarpartiet (PZPR) förblev Polen en kommunistisk folkrepublik ända till 1990 (de facto 1989) då ett fritt, demokratiskt Polen utropades.
Under Stalin-perioden styrdes landet med mycket repressiva metoder. I juni 1956 kulminerade protesterna mot kommunistpartiets politik i den så kallade Poznańrevolten. Efter Stalins död inleddes 1956 en viss reformering och liberalisering under Władysław Gomułka. Efter 1968 kanaliserades missnöje med systemet i en antisemitisk utrensning och 1970 efter oroligheter i hamnstäderna Gdańsk, Gdynia, Szczecin med dödsskjutningar av demonstrerande arbetare avsattes Gomulka av Edward Gierek.
Gierek försökte modernisera landets industri genom vidlyftiga lån och import, detta samtidigt som missnöjet bland befolkningen ökade och ledde till en långvarig strejkvåg. I september 1980 avsattes Gierek av partiet. Strax därefter bildades den fria fackföreningen och medborgarrättsorganisationen Solidarność ("Solidaritet") under de vilda strejkerna, med Leninvarvet i Gdańsk som centrum. Till strejkledare utsågs Lech Wałęsa, som senare blev Polens president. Arbetarna vid varvet krävde att få förhandla med regeringen i direktsänd TV, för att minska regeringssidans möjligheter att manipulera kraven. 1981 blev general Wojciech Jaruzelski vald till partichef och 13 december 1981 införde han undantagstillstånd i syfte att återställa kontrollen över landet och troligen i ett försök att förhindra en sovjetisk invasion (liknande Budapest 1956 och Prag 1968). Jaruzelski förblev vid makten till kommunismens sammanbrott i östblocket 1989, var president under övergångstiden och avgick 1990, då Solidaritets ledare, Lech Wałęsa, tillträdde som president. Sedan dess har landet demokratiskt statsskick.

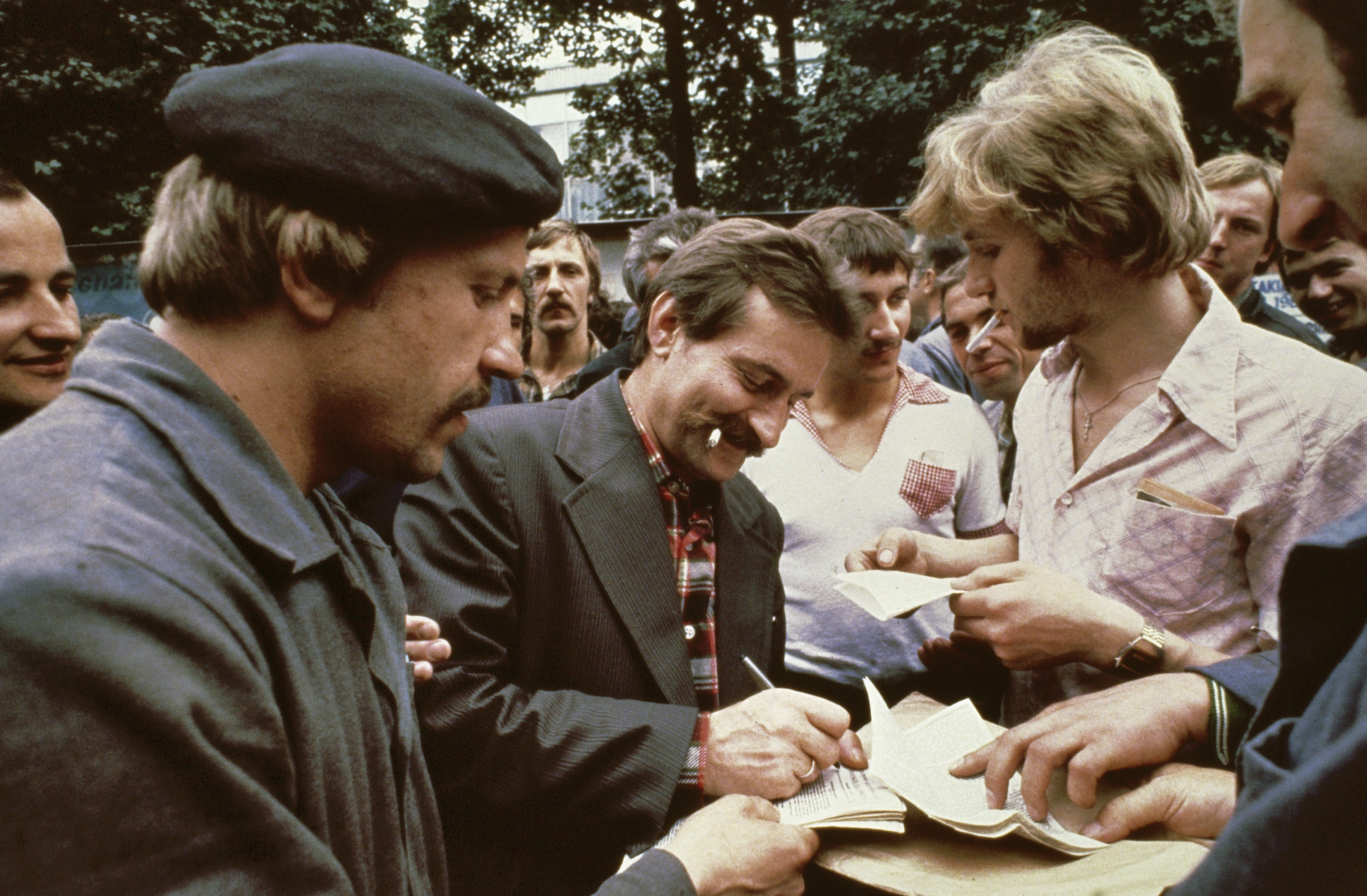
Lech Wałęsa (1980).

Under kommunisteran led landet av stora brister i medborgarrätt och demokrati, ineffektiv produktion och varubrist, vilket ledde till att korruption och svartabörssystem permanentades. All industri och alla kommunikationsmedel var statsägda, med undantag för små hantverkar- och handelsföretag. I motsats till Sovjetunionen och dess övriga satellitstater förblev det mesta av jordbruket privatägt av självständiga småbrukare. Vid övergången till marknadsekonomi ställde bland annat världsbanken krav på sanering av ekonomin. Numera har landet hög tillväxt bland annat genom utbyggnaden av industrin och tjänstesektorn och genom utflyttning av tillverkning från västländer. Hög arbetslöshet och låga löner under vänsterstyret av PO (Platforma Obywatelska, Medborgarplattformen) ledde till att många polacker sökte sig till Västeuropa. Sedan PiS (Lag och rättvisa) tog makten har läget förbättrats och Polen hade Europas största tillväxt 2019, i maj samma år var bara 3,6 procent av polackerna arbetslösa enligt Eurostat. 
Polen gick med i Nato 1999, i OECD 1996, och i Europeiska unionen 2004. Landet deltog från 2003 som en av USA:s allierade i Irakkriget.
Under den nationalkonservativa PiS-regeringen (Lag och rättvisa) 2015-2023 reformerades Polen genom en samhällsrevolution vilken utlovades av partiet i valet 2015. Inom offentligheten blev myndighetschefer, bland annat inom kultursfären, avskedade på grund av politiska skäl. Likaså försvagades domstolarnas självständighet, vilket även innefattade landets författningsdomstol. När det gäller media rensades landets Public Service på kritiska personer och kom att likna en propagandakanal för Jaroslaw Kaczynski.

## Geografi
Polen gränsar mot Tyskland och Tjeckien i väst, Slovakien i syd, Ukraina i sydost, Belarus i öst, Litauen i nordost och Ryssland (Kaliningrad) i norr. Landets yta är 311 888 km2, ungefär 3/4 av Sveriges yta. De nuvarande gränserna fastställdes 1945, som en följd av andra världskrigets slut. Polen förlorade då ungefär 1/3 av sin yta i öster till Sovjetunionen, ett område som bland annat omfattade Vilnius i nuvarande Litauen, samt delar av nuvarande västra Belarus och västra Ukraina. Samtidigt fick landet tidigare tyska områden i väster och nordöst: Nedre Schlesien, Pommern och 2/3 av Ostpreussen. De nya gränserna innebar att Polen försköts ett par hundra kilometer åt väster, samt fick en längre kust mot Östersjön.

### Topografi

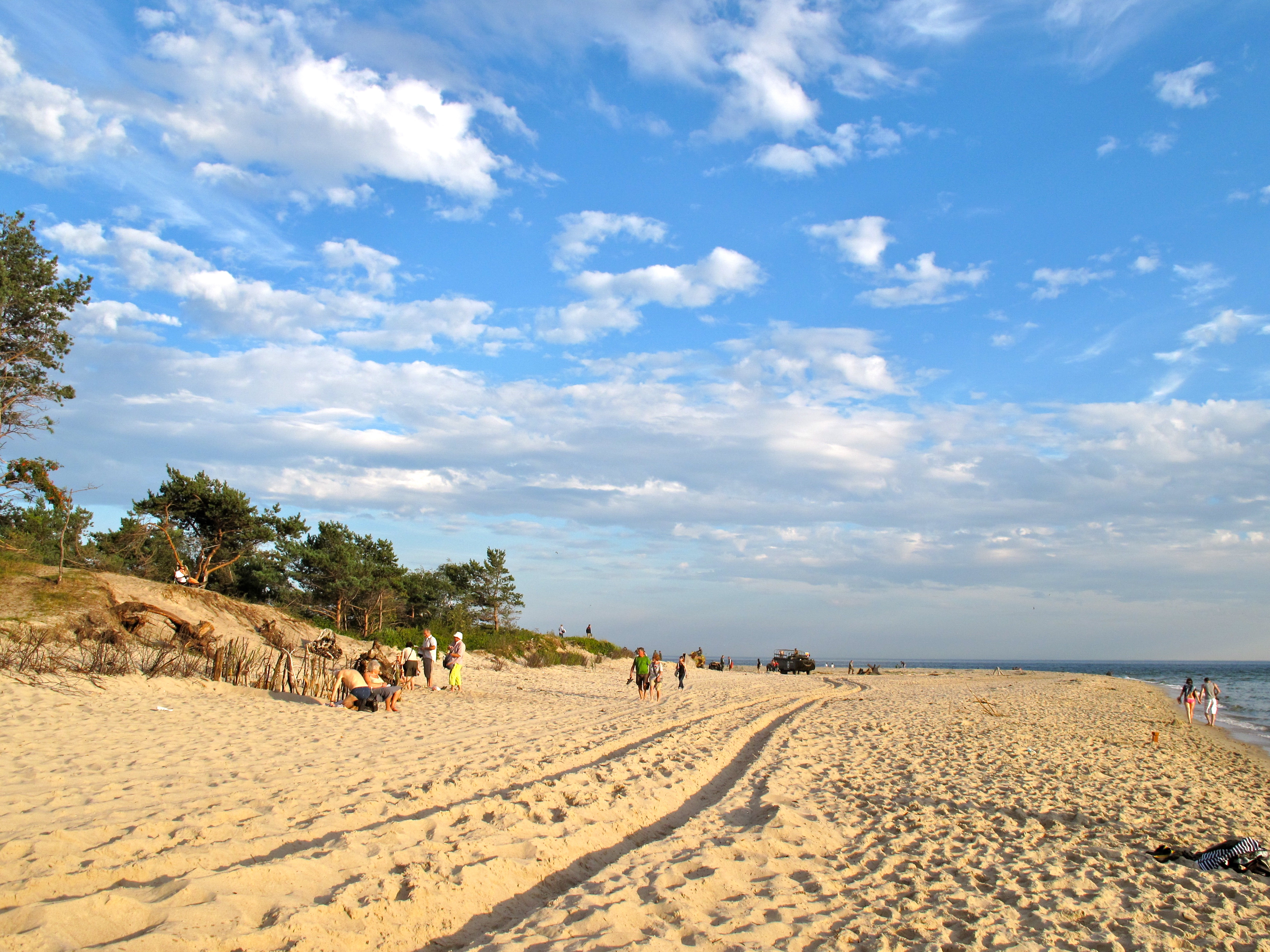
Strand i Hel, norra Polen.

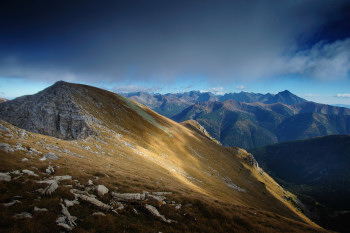
Tatrabergen i södra Polen.

Den huvudsakliga delen av Polen består av lågland, där 90% av ytan ligger lägre än 300 meter över havet. Den polska kusten mot Östersjön utgörs av sandstränder och är flack med många laguner. Längs kusten ligger flera större städer som Gdańsk och Gdynia. De norra delarna av Polen präglas utöver kusten även av Baltiska landryggen, en rygg av moränlandskap som går genom landet i öst-västlig riktning.
Hela den södra gränsen mot Tjeckien och Slovakien utgörs av bergskedjan Karpaterna (Tatrabergen). Skidorten Zakopane är ett populärt resmål.  Längs den tjeckiska gränsen heter bergen Sudeterna, vars högsta berg är Śnieżka (Sněžka) (1602 m ö.h.). Senare övergår bergen i Karpaterna. På den polska sidan är berget Rysy högst med sina 2499 m ö.h.
I södra Polen ligger Pustynia Błędowska, en öken på 32 km². Den är en av fem naturligt skapade öknar i Europa. Den skapades av en smältande glaciär för flera miljoner år sedan men har på senare tid börjat krympa i storlek.

### Hydrografi
Genom hela landet, från Tatrabergen i söder till Östersjön i norr, genom städer som Kraków, Warszawa, Toruń och Gdańsk, slingrar sig landets längsta flod Wisła, som är 1 047 kilometer lång. Floden rinner ut i Östersjön i Gdańskbukten. Andra stora floder är Odra, Warta och Västra Bug.
Masurien (polska: Mazury), som återfinns i nordöstra Polen, är en region som befinner sig på den Baltiska landryggen som går genom norra Polen. I det masuriska sjödistriktet finns många stora sjöar och är ett omtyckt semestermål sommartid. Polens största sjö Śniardwy är en av sjöarna i området, tillsammans med bland annat Mamry, Luknajo och Niegocin.

### Klimat
Polen har ett tempererat klimat, i norr och väster är klimatet mildare med svalare somrar och mildare vintrar, medan klimatet i söder och öster är ett inlandsklimat med varmare somrar och kallare vintrar. Medeltemperaturen i Polen varierar mellan 15 och 25 °C på sommaren och mellan 0 och −5 °C på vintern. Den kallaste regionen i Polen är Podlasiens vojvodskap vid gränsen till Belarus; temperaturen här kan på vintern falla ner till −15 °C.

### Växt- och djurliv
Vissa djur- och växtarter som dött ut på en del andra håll i Europa kan man idag hitta i Polen, till exempel europeisk bison, brunbjörn, varg, lodjur, älg, stork och bäver.
I östra Polen finns den uråldriga Białowieżaskogen. Skogen är den enda återstående delen av den jättelika skog som en gång täckte hela europeiska låglandet. Skogen är av Unesco utsedd till biosfärreservat. I Białowieżaskogen lever den enda vilda populationen av europeisk bison.

## Styre och politik

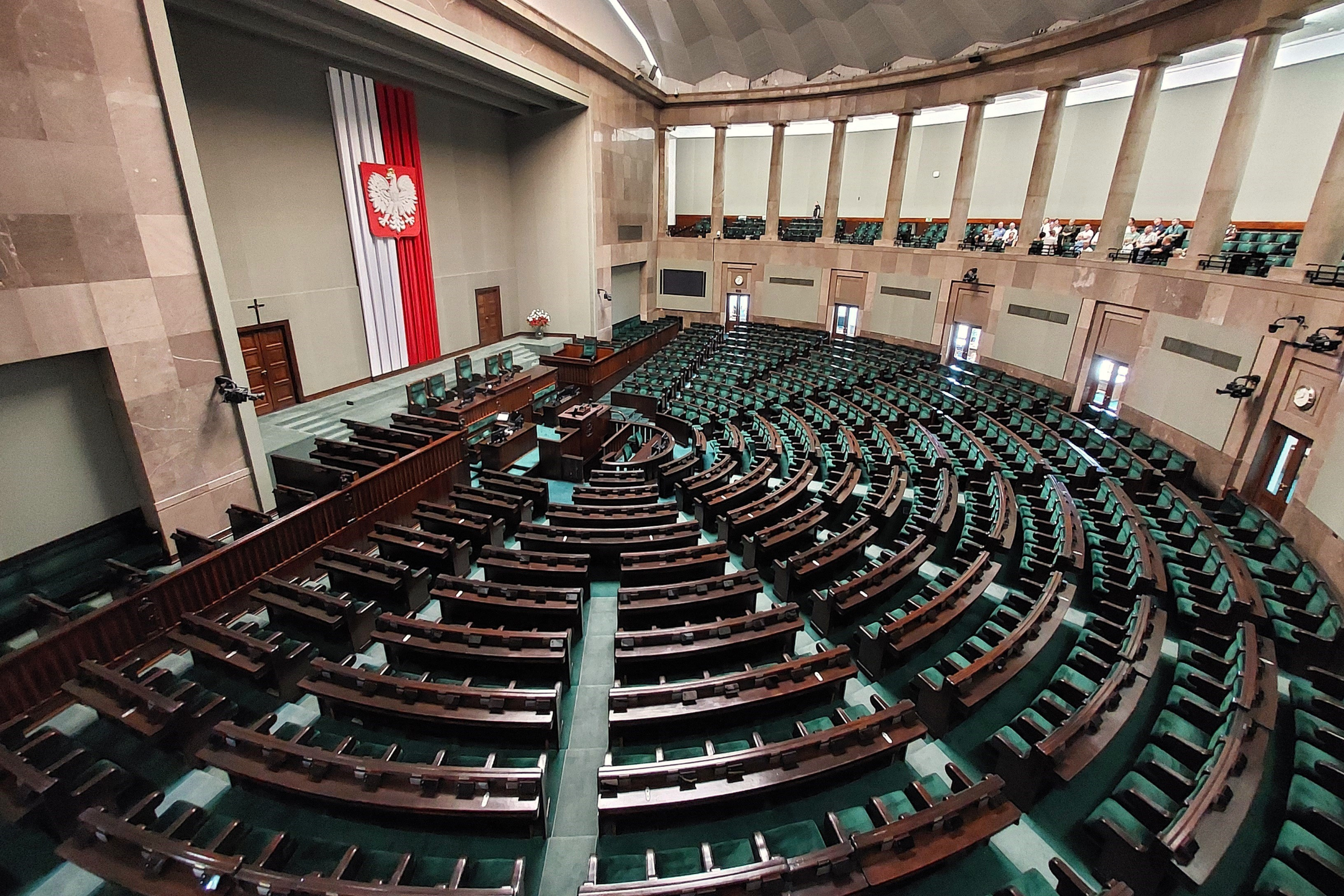
Polens riksdag, Sejmen.

### Författning och styre
Polen är enligt författningen från 1997 en demokratisk republik och enhetsstat med parlamentarism. Polens president är landets statschef och väljs vid fria val på en period om fem år och sitter i högst två mandatperioder. Presidenten föreslår en premiärminister som ska godkännas av sejmen. Presidenten kan lägga veto mot lagstiftning, något som dock kan rundas om 60% av ledamöterna i parlamentet röstar för att upphäva veto. Utrikes- och försvarspolitik är två områden som presidenten har ett övergripande ansvar för, men i praktiken är statschefens möjligheter att påverka politiken begränsat.
Polen har ett tvåkammarparlament som består av sejmen och senaten. Sejmen tillsätts genom proportionella val vart fjärde år och har 460 ledamöter. I senaten finns 100 senatorer, som också väljs vart fjärde år genom personval. Sejmen har sedan en femprocentsspärr, som dock inte gäller för etniska partier. En spärr på åtta procent gäller partiallianser. Spärrarna till parlamentet har lett till att det finns relativt få partier representerade i sejmen. Varje medborgare över 18 år har rösträtt.

### Administrativ indelning
Polen är sedan 1999 uppdelat i 16 województwa (vojvodskap (motsvarar en blandning av Sveriges regioner och län)):
- Ermland-Masuriens vojvodskap
- Kujavien-Pommerns vojvodskap
- Lillpolens vojvodskap
- Łódź vojvodskap
- Lublins vojvodskap
- Lubusz vojvodskap
- Masoviens vojvodskap
- Nedre Karpaternas vojvodskap
- Nedre Schlesiens vojvodskap
- Opole vojvodskap
- Podlasiens vojvodskap
- Pommerns vojvodskap
- Schlesiens vojvodskap
- Storpolens vojvodskap
- Święty Krzyż vojvodskap
- Västpommerns vojvodskap

Inom vojvodskapen finns powiaty, vilket skulle kunna översättas med distrikt. Sedan 2009 finns 314 powiat ziemski (landsdistrikt) och 65 powiat grodzki (stadsdistrikt). På lokal nivå är Polen indelat i 2478 gmina (kommuner).

### Politik
De politiska skiljelinjerna går huvudsakligen mellan konservativa och liberaler, där partiet Lag och rättvisa (PIS) är ett stort parti bland de konservativa, medan Medborgarplattformen (PO) är ett liberalt mittenparti. I oktober 2023 vann Medborgarkoalitionen  ledd av Donald Tusk parlamentsvalet och fick egen majoritet i sejmen. Nuvarande president är Karol Nawrocki.

### Internationella relationer
Landets läge mellan Tyskland och Ryssland har präglat Polen under stora delar av 1900-talet och 2000-talet. Under perioden från andra världskriget fram till 1989 befann sig Polen i den sovjetiska intressesfären, något som påverkade landet kraftigt. Efter östblockets och Sovjetunionens upplösning förändrades geografin runt Polen genomgripande och landet fick många nya grannar: ett återförenat Tyskland ersatte Östtyskland som polsk granne, Tjeckien och Slovakien dök upp som separata länder. Litauen, Belarus, Ukraina och Ryssland uppstod å sin sida som självständiga stater ur det forna Sovjetunionen. Ryska trupper fanns i landet fram till 1992.
På 1990-talet, 1999, blev Polen medlem i Nato, något som Ryssland först motsatte sig men accepterade efter en överenskommelse mellan Nato och Ryssland om ett gemensamt råd. Några år senare, 2004, gick landet med i EU. Under perioden 2015-2023 var relationerna mellan Polen och EU kyliga på grund av den konservativa och EU-skeptiska polska regeringen. Polen har haft en relativt hård linje gentemot Ryssland efter den ryska invasionen av Ukraina 2022, något som även har påverkat den polska synen på EU i mer positiv riktning.

### Försvar

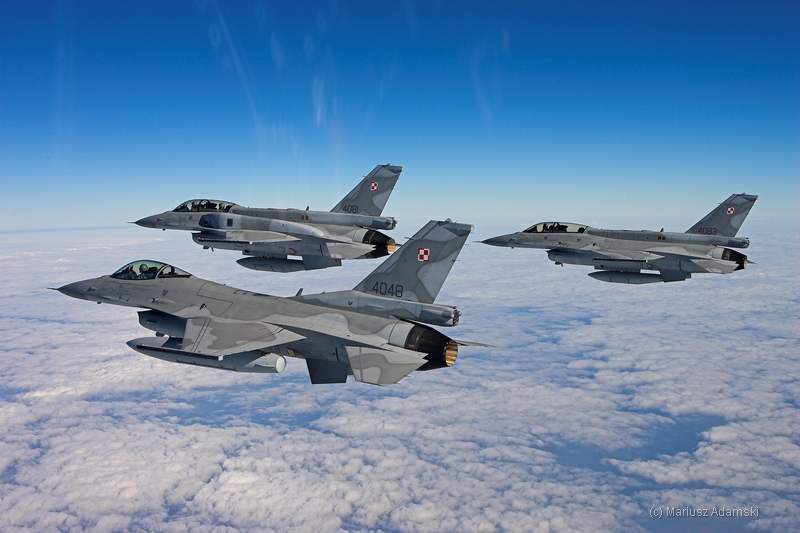
Tre stycken F-16 Fighting Falcons från Polska Flygvapnet.

Polens militär kallas Wojsko Polskie. Militären är indelad i tre grenar: armén, flygvapnet och flottan. Alla grenar lyder under Försvarsdepartementet (Ministerstwo Obrony Narodowej).
Militärens styrkor uppgår till 163 000 aktiva och 234 000 reserver. Militären i Polen består av värnpliktiga som tjänstgör i 9 månader och professionella soldater. I dagsläget är 60 procent av Polens soldater professionella.
Polens totala försvarskostnad ligger på 12 miljarder dollar per år vilket innebär att man rankas som land nummer 19 i världen med avseende på försvarskostnad.

## Ekonomi och infrastruktur

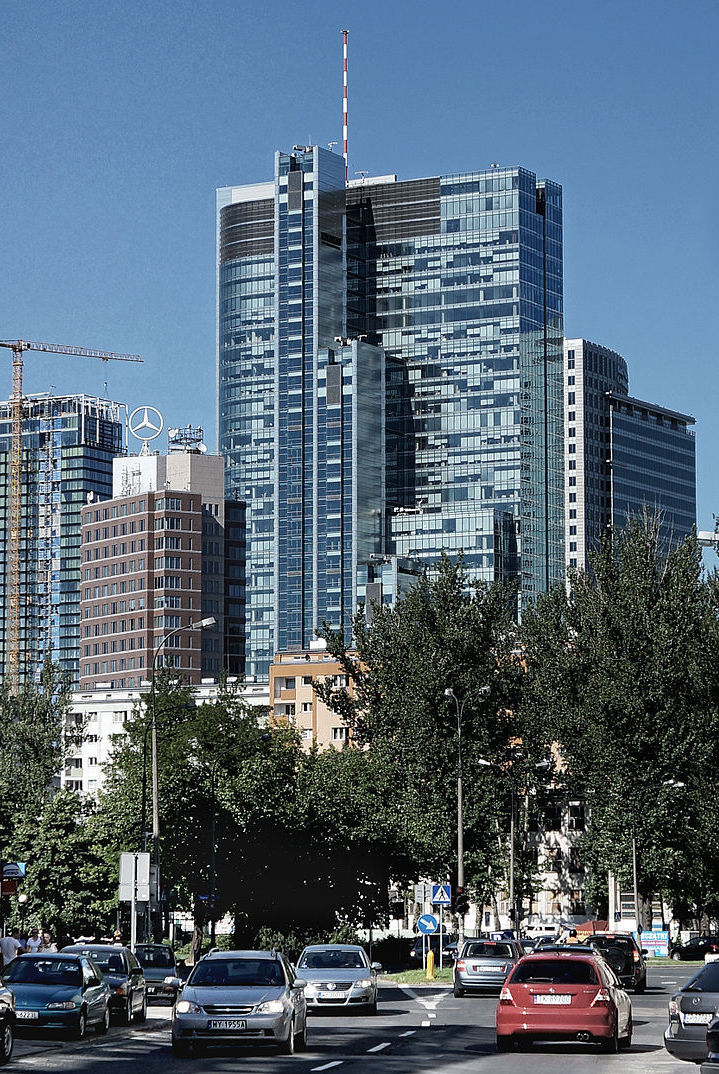
Warszawas finanscentrum.

Polen var en av de sovjetiska lydstater som hade starkast ekonomi. Sedan den ekonomiska omvandlingen inleddes 1989 har den polska handeln fått en ny inriktning. Den största strukturförändringen i Polens utrikeshandel har skett till följd av handelsblocket Comecons sammanbrott. 1997 gick 64 procent av Polens sammanlagda export till EU och 64 procent av importen kom därifrån.
Den största privatiseringen av statligt ägda företag i Polen har fram till idag varit det statliga telekommunikationsbolaget, Telekomunikacja Polska, som såldes till France Télécom år 2000. År 2004 skedde dessutom en utförsäljning av 30 procent av aktierna i Polens största bank PKO Bank Polski.

Efter Polens inträde i Europeiska unionen skedde en massiv arbetskraftsutvandring av attraktiva yrkesgrupper till huvudsakligen Irland och Storbritannien vilket skapade arbetskraftsbrist i landet av bland annat läkare, ingenjörer, hantverkare, byggnadsarbetare och jordbruksarbetare. Polen har försökt åtgärda vissa brister genom att tillåta arbetskraftsinvandring av bygg- och jordbruksarbetare från Ukraina. Arbetskraft har också återvänt när lönerna höjts.

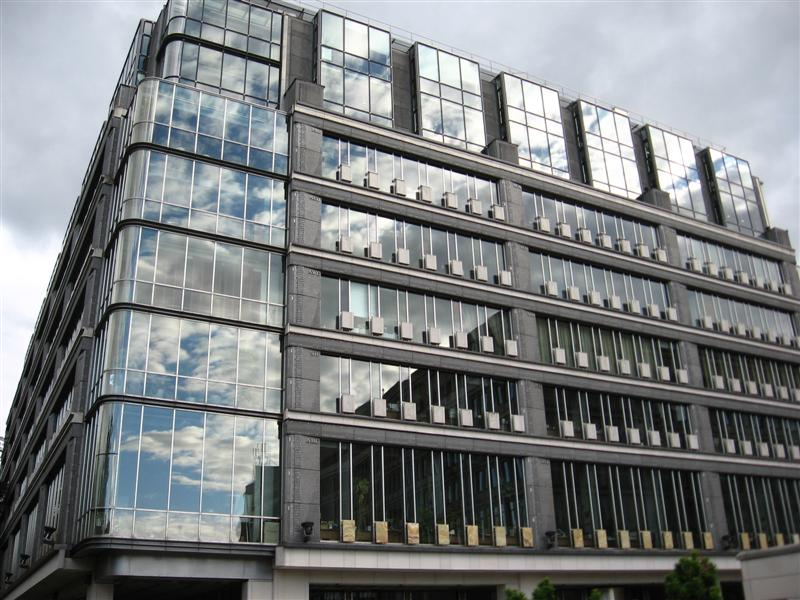
Warszawas börs.

Sedan 1990-talet har den polska ekonomin utvecklats mycket snabbt och övergången från planhushållning till marknadsekonomi har gått relativt smidigt. I början av 1990-talet stod den privata sektorn för 18 procent av BNP och, som jämförelse, för 88 procent av BNP 2006. 2014 steg Polens BNP 3,3 procent under det första kvartalet jämfört med motsvarande kvartal föregående år. Den polska privatiseringsprocessen och det aktiva främjandet av utländska investeringar och entreprenörskap har skapat en stor privat sektor bestående till stor del av små och medelstora företag, av vilka många är verksamma inom tjänstesektorn. Polen var det enda EU-land som uppvisade en positiv tillväxt under hela den globala finanskrisen 2007–2008.
Trots mycket starka tillväxtsiffror för polsk ekonomi i början av 2010-talet så klassades  Polen fortsatt som ett jordbruksland. Polackernas levnadsstandard motsvarande 65 procent av EU-genomsnittet, vilket var i samma nivå som andra östeuropeiska länder. Polen hade en arbetslöshet på 11,8 procent i februari 2012 men bara 3,6 procent maj 2019 enligt Eurostat. Medelnettoinkomsten per invånare var 3 024 kronor i månaden (juni 2012), vilket var under EU-genomsnittet på 14 968 kronor i månaden i juni 2012. Medelinkomsten 2019 var uppe i 5140 pln eller cirka 1200 euro

### Handel
Under 2011 uppskattades Polens export till 138,8 miljarder euro. Den största polska exporten är: maskiner och transportutrustning, inklusive bilar (39,6 %), basmetaller och tillhörande produkter (11,8 %) samt plast och tillhörande produkter (7 %). Exporten av livsmedel och jordbruksprodukter är också viktig för Polen. 2013 utgjorde den 13 procent av den sammanlagda polska exporten (20 miljarder euro) och visade en ökning om drygt 11 procent i värde. Samma år var Tyskland, Storbritannien och Ryssland de största marknaderna för polsk livsmedelsexport.
Huvudstaden Warszawa är landets ekonomiska centrum och rankas på första plats i Centraleuropa om man räknar utländska investeringar. Idag[när?] är Polen EU:s sjätte största ekonomi och den 23:e största i världen.

### Infrastruktur

#### Transporter

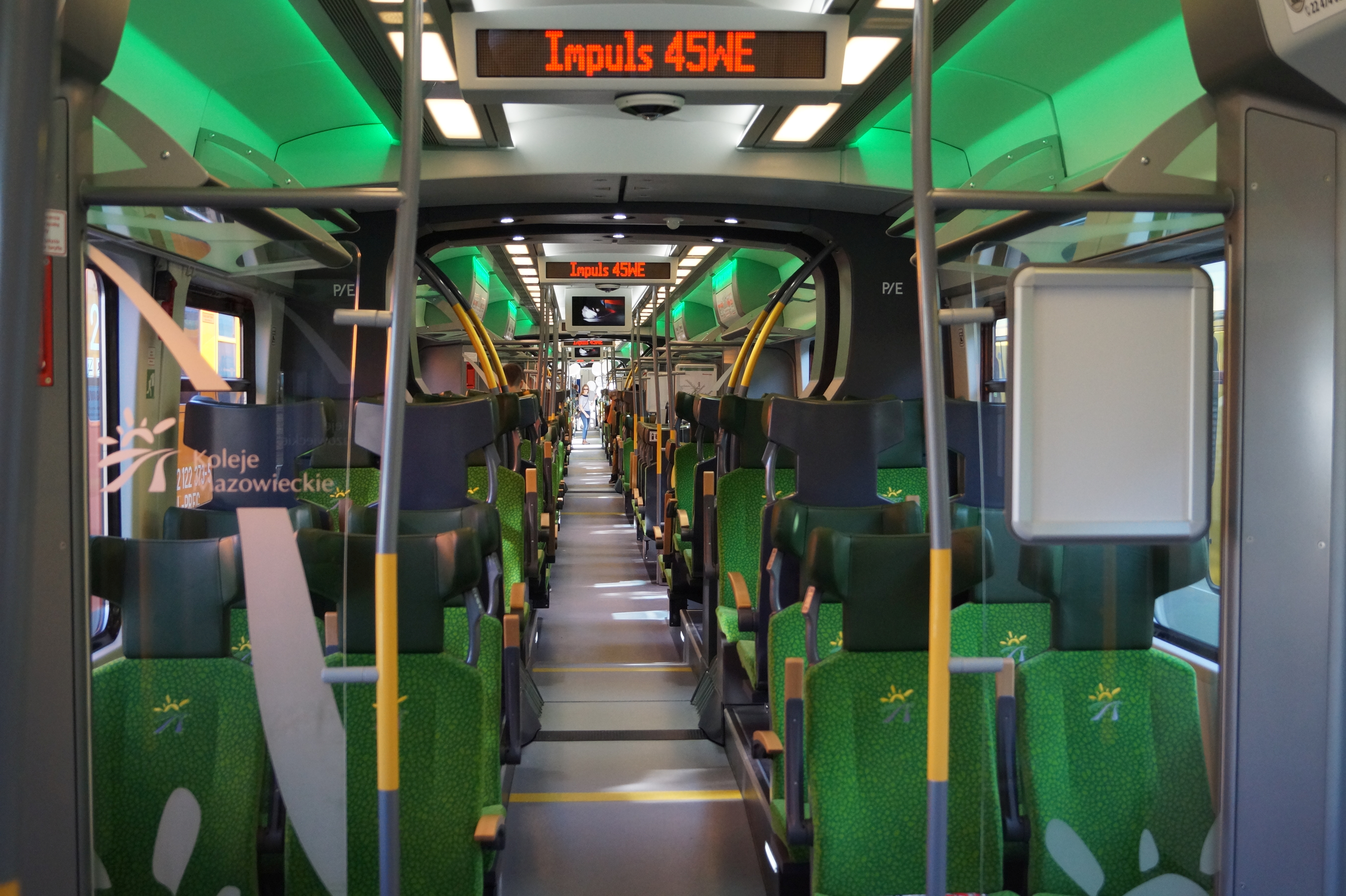
Ett av Warszawas regionaltåg.

##### Stadstransporter
I Polen utgörs transporten i storstäderna av bussar och spårvagnar, i flera städer finns även trådbussar och i Warszawa finns som enda stad i Polen ett tunnelbanesystem. Polen var det enda land i det forna östblocket som helt saknade tunnelbana då man förr byggde tunnelbanor i städer som hade över en halv miljon invånare. Polens första tunnelbana, den i Warszawa, öppnades 1995, ännu pågår utbyggnaden av den första och andra linjen och man förbereder för en tredje.

##### Vägar
Polens vägnät har en ganska blandad standard. Under den tid då Polen tillhörde Östblocket var resurserna för att bygga vägar bristfälliga. Mindre vägar har därför fortfarande en lägre standard eftersom det tar tid att rusta upp dessa. Därför pågår numera omfattande upprustningar av det polska vägnätet. Polen har haft motorvägar under en lång tid. Den äldsta motorvägen går från Opole till gränsen mot Tyskland och är byggd under 1930-talet. Omfattande upprustning av denna motorväg pågår, och ny- och utbyggnad av motorvägar är på gång; flera av dessa nya motorvägar är avgiftsbelagda.
Mellan Elbląg i Polen och Kaliningrad i Ryssland leder en ruinmotorväg byggd före andra världskriget, då denna del av Polen tillhörde Tyskland och kallades för Ostpreussen.

##### Järnvägar

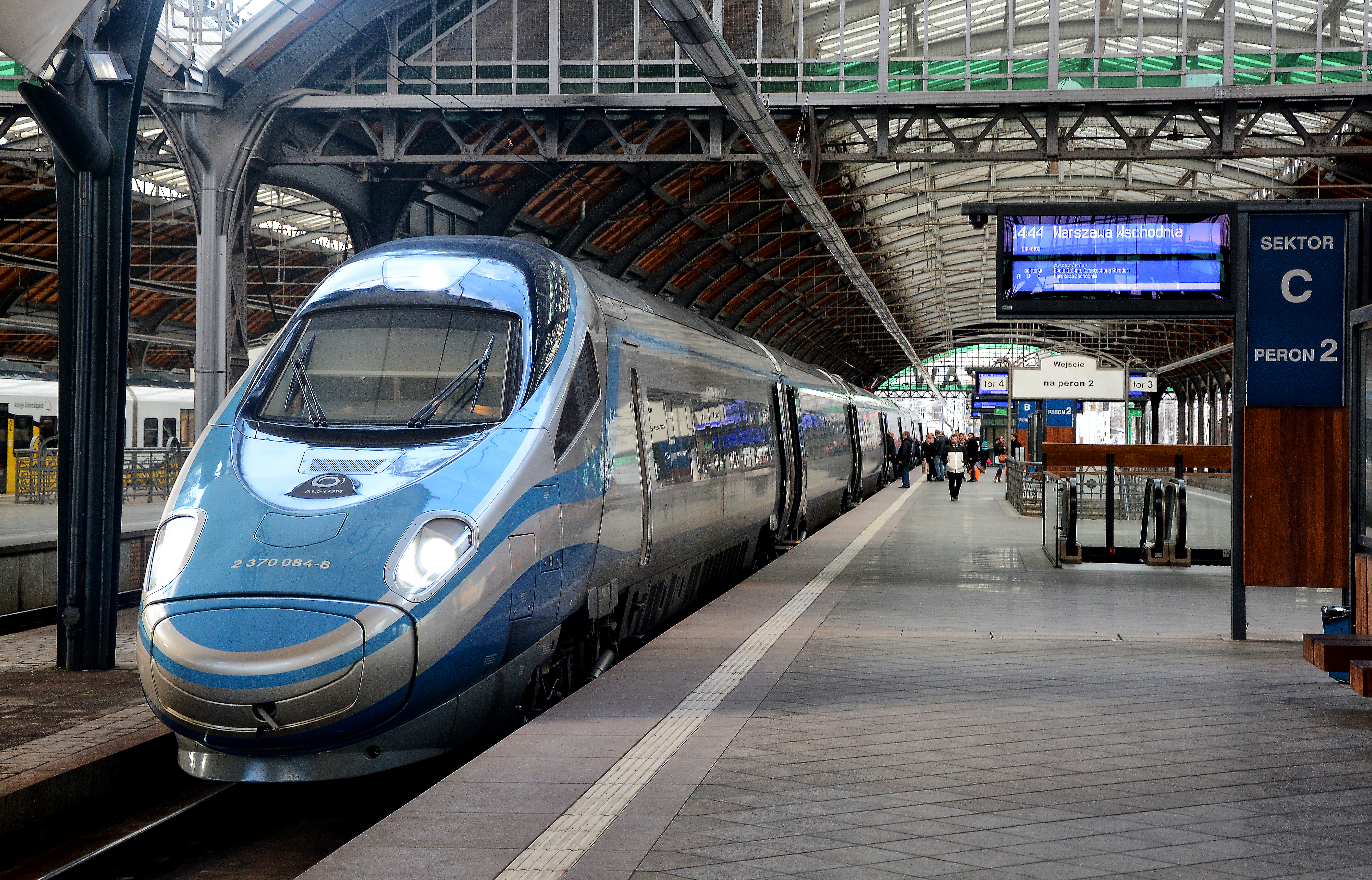
Ett PKP-tåg - Pendolino.

Järnvägsnätet är väl utbyggt i Polen. Tågtrafiken sköts främst av statliga PKP (Polskie Koleje Państwowe). Detta företag består av flera grenar, dessa är:
- PKP Polskie Linie Kolejowe (huvudadministrationen)
- Polregio (regionala passagerartåg)
- PKP Cargo (godstransport)
- PKP Intercity (expresspassagerartåg)

Tågen går i hastigheter som är normala i Europa och tågens standard är numera förhållandevis hög.
Man kan dock fortfarande se var den gamla gränsen mellan Tyskland och Ryssland gick före Första världskriget då järnvägsnätets täthet var betydligt högre på den tyska sidan av gränsen.
2004 fanns det totalt 23 852 km järnväg totalt i Polen.

##### Flyg

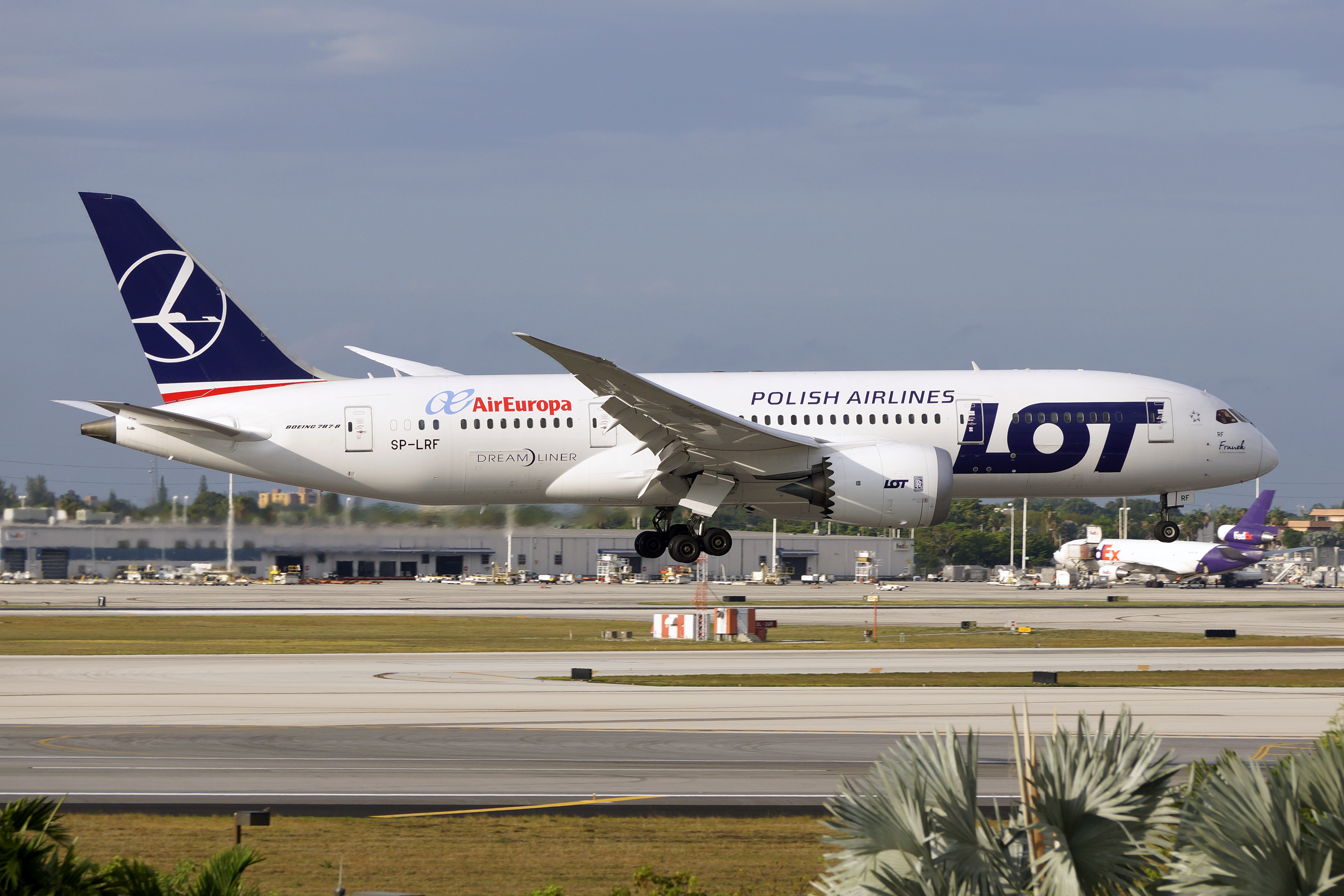
LOT Polish Airlines.

Polens statsägda flygbolag heter LOT Polish Airlines (Polskie Linie Lotnicze) och är ett av världens äldsta flygbolag grundat 1 januari 1929. LOT är sedan 2003 med i Star Alliance (dessförinnan i det numera nedlagda Qualiflyer).
På senare tid har andra aktörer, främst Wizz Air och Norwegian, tagit sig in på marknaden och erbjuder nu lågprisflyg till flera olika destinationer, bland annat Stockholm (Wizz Air flyger från Nyköping/Skavsta flygplats; Norwegian från Arlanda), Malmö/Sturup samt Göteborg, till bland annat Budapest, Katowice, Warszawa, Poznań, Rzeszów och Gdańsk.

##### Vattentransport
I Polen finns 3812 km navigerbara floder som kan användas som transportvägar inåt land. Den längsta floden är Wisła som rinner från Kraków i söder ner till kusten vid Gdańsk. Polens viktigaste hamnstäder är Gdańsk, Gdynia, Świnoujście och Szczecin.

#### Telefoni
2006 fanns det 34,8 miljoner mobiltelefoner och 12,7 miljoner stationära telefoner i Polen. Den fasta telefonins långsamma utbredning beror till stor del på att företaget TP (Telekomunikacja Polska) praktiskt taget har monopol på fast telefoni och de relativt höga priserna. I motsats har mobiltelefonin expanderat i mycket snabb takt tack vare att flera olika aktörer konkurrerar om kunderna, vilket ger lägre priser. De tre stora mobiloperatörerna i Polen är T-Mobile (tidigare Era), Plus GSM och Orange Polska.

#### Utbildning och forskning
Bland Nobelpristagare i kemi och fysik hittas:

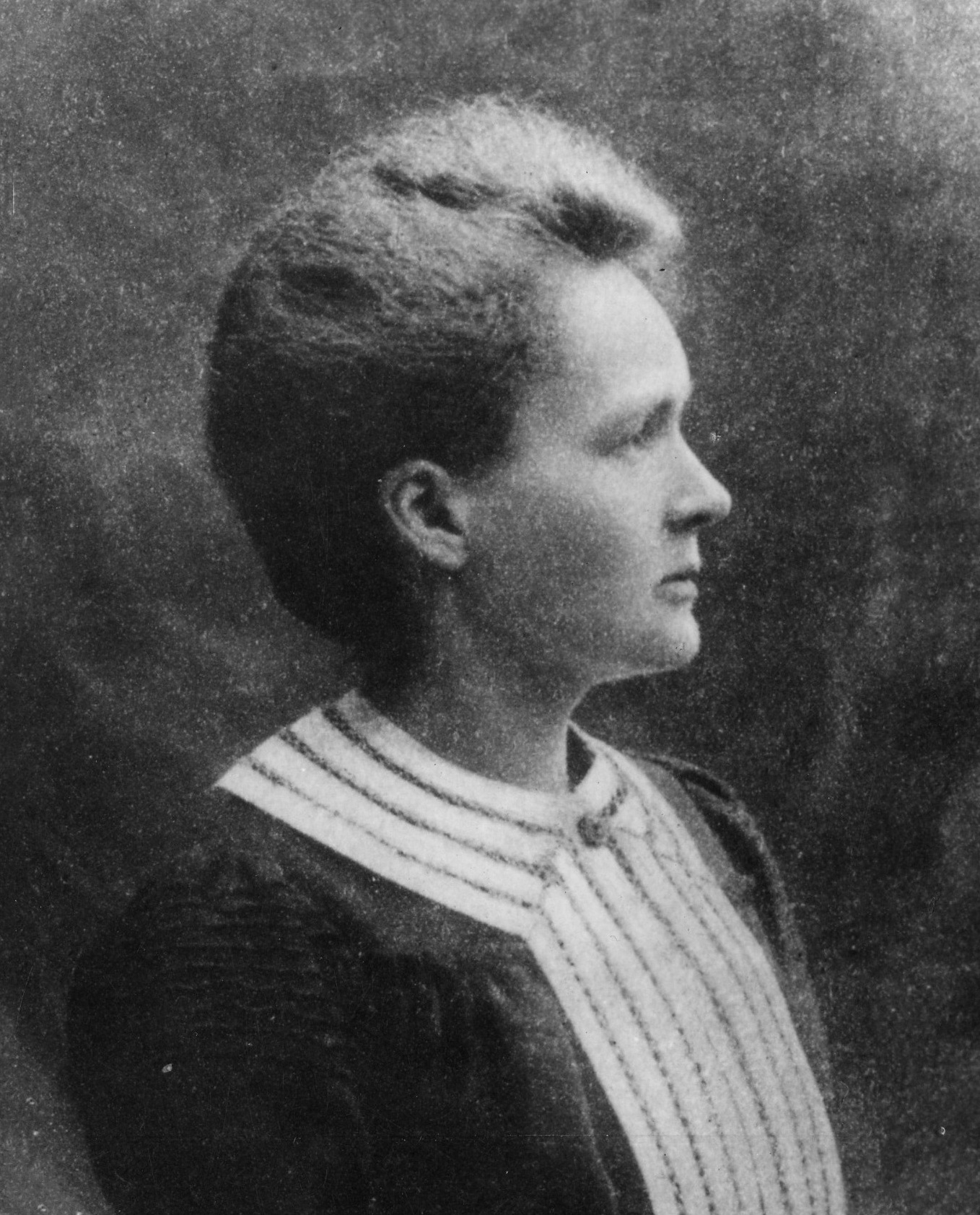
Marie Curie, född Skłodowska, erhöll nobelpris vid två tillfällen.

- 1903 – Marie Curie (fysik)
- 1911 – Marie Curie (kemi)
- 1950 – Tadeus Reichstein (fysik)
- 1981 – Roald Hoffmann (kemi)
- 1992 – Georges Charpak (fysik)

## Befolkning

### Demografi

#### Större städer

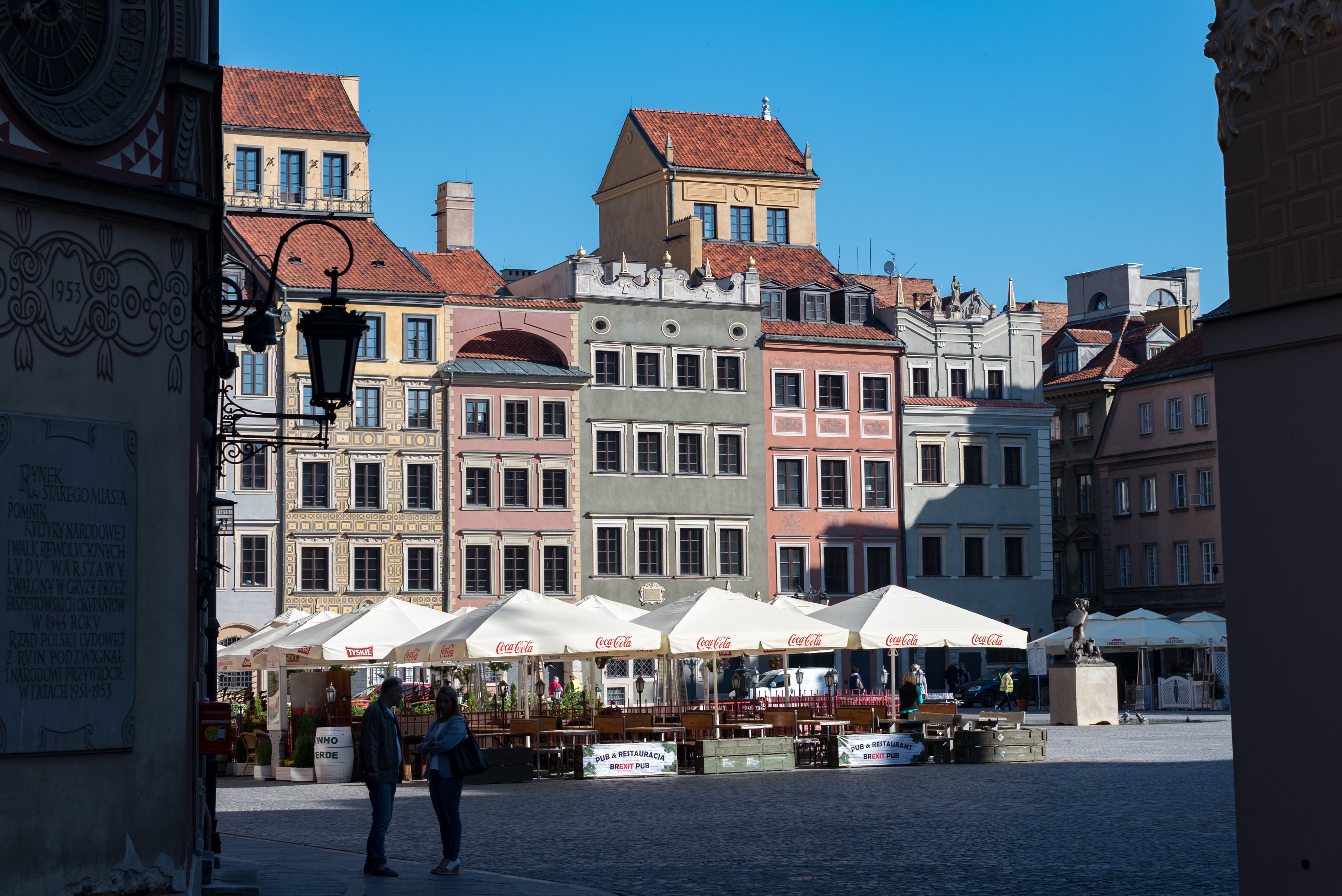
Warszawa.

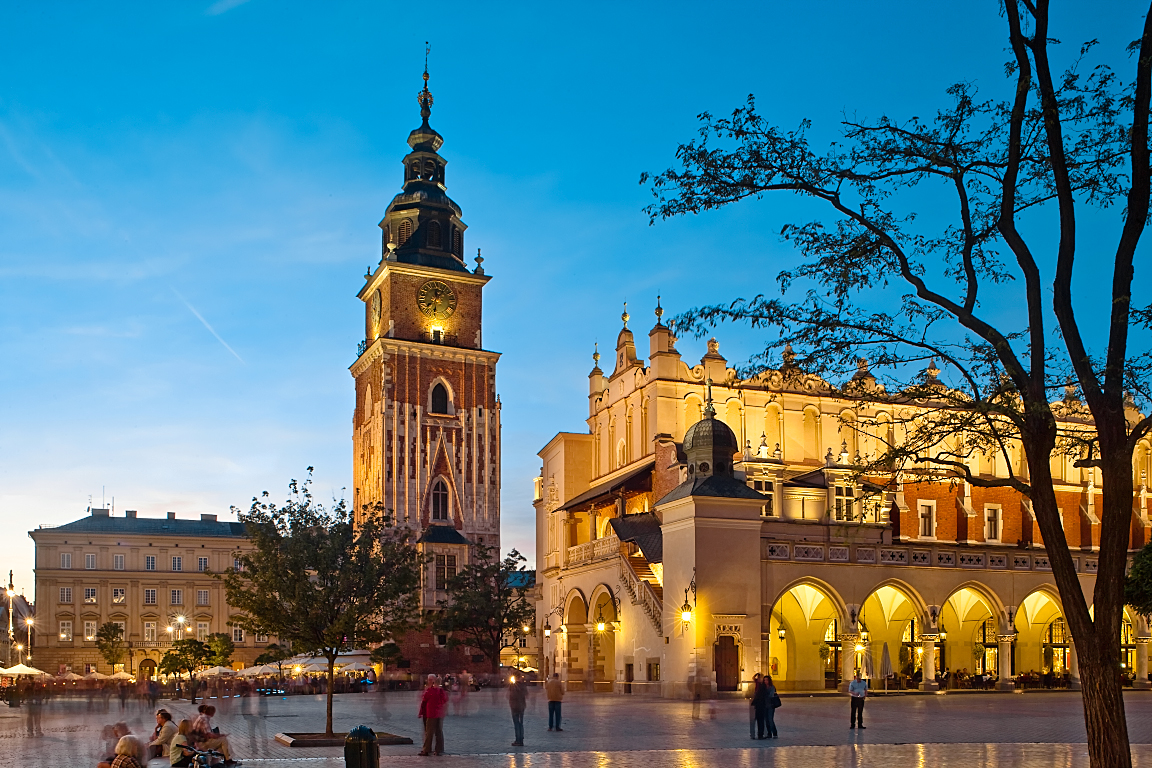
Kraków.

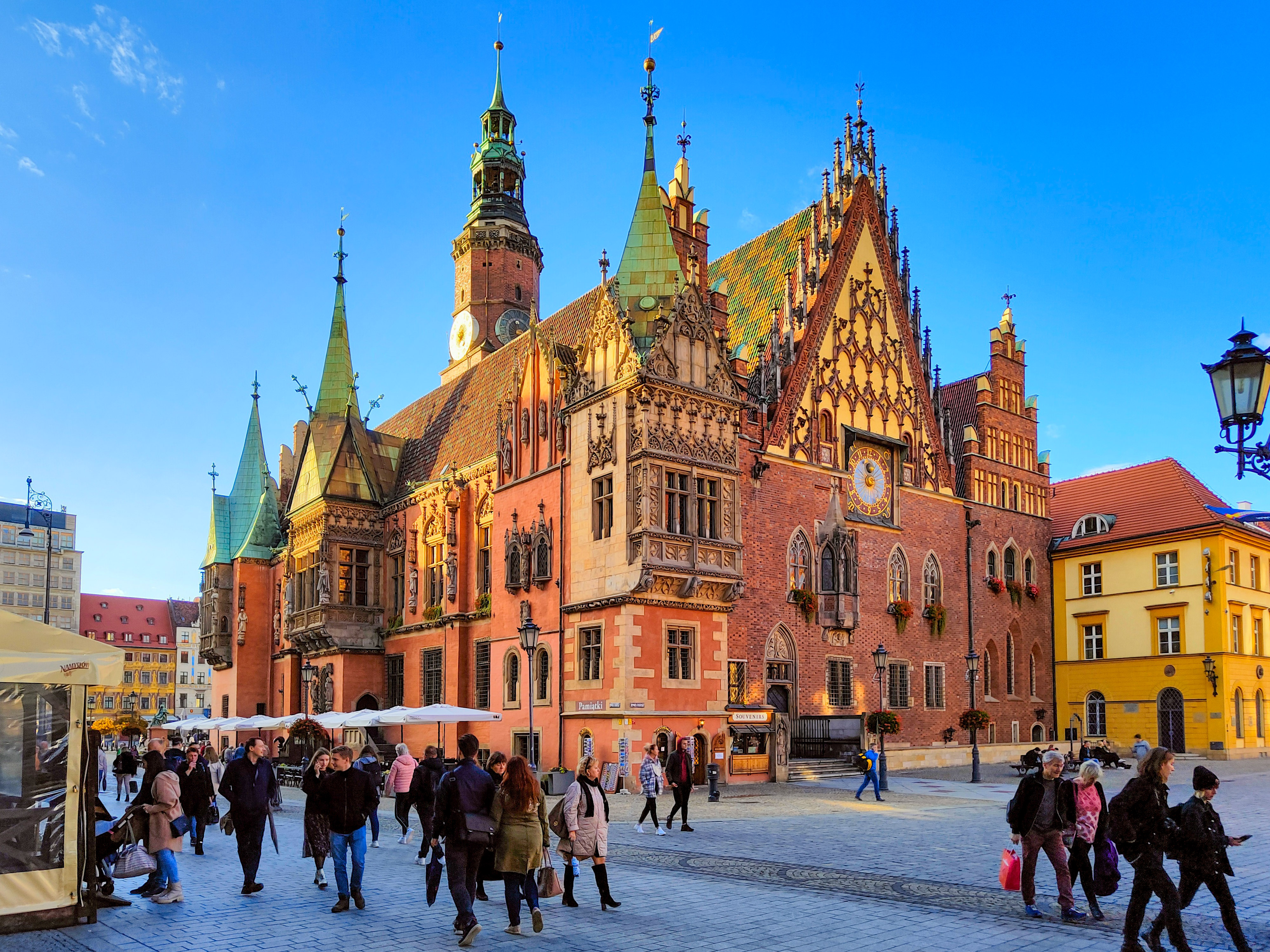
Wrocław.

| De 10 största städerna (2014) | De 10 största städerna (2014) |
| ----------------------------- | ----------------------------- |
| Stad                          | Invånarantal                  |
| Warszawa                      | 1 750 000                     |
| Kraków                        | 765 000                       |
| Łódź                          | 742 000                       |
| Wrocław                       | 640 000                       |
| Poznań                        | 554 000                       |
| Gdańsk                        | 457 000                       |
| Szczecin                      | 406 000                       |
| Bydgoszcz                     | 358 000                       |
| Lublin                        | 349 000                       |
| Katowice                      | 308 000                       |

#### Minoriteter
Efter andra världskriget deporterades de flesta etniska minoriteter från Polen. Detta har medfört att dagens Polen är ett väldigt homogent land; av Polens befolkning anser sig 96,74 procent vara polacker.
1,23 procent var av annan nationalitet och övriga ansåg sig inte tillhöra någon nationalitet. Bland Polens minoriteter märks tyskar, ukrainare, litauer, judar och vitryssar. Det finns även mindre grupper kasjuber, tatarer, armenier, romer, slovaker, ryssar, greker, makedonier, lemker och tjecker.

### Religion
Ungefär 87 procent av Polens befolkning är romerska katoliker. Den katolska kyrkans överhuvud, påven, var 1978-2005 polacken Karol Wojtyła, som påve under namnet Johannes Paulus II (polska: Jan Paweł II). Andra trossamfund inkluderar judendom, ortodox kristendom och protestantism.
Den katolska kyrkan spelar en stor roll i Polen, historiskt, kulturellt och politiskt (se till exempel Liga Polskich Rodzin). Under kommunisttiden var katolska kyrkan en avgörande bas för motståndet mot regimen.
Den katolska kyrkans starka ställning i Polen avspeglar sig även på landets lagstiftning och liknar den katolska kyrkans inflytande över lagstiftningen på Irland. Exempelvis har man enligt lag en restriktiv hållning till abort (det vill säga inte fri abort). Undantag görs i våldtäktsfall eller då den gravidas liv står på spel, men det är inte alltid självklart att personen kan få göra abort om det föreligger risk för komplikationer, ens allvarliga sådana, under eller efter en graviditet.
Ett exempel på det är ett uppmärksammat fall där polskan Alicja Tysiac riskerade att bli blind som en komplikation av sin tredje graviditet men trots det nekades abort. Kvinnans syn blev försämrad efter graviditeten och Polen fälldes i Europadomstolen för brott mot de mänskliga rättigheterna.

## Kultur

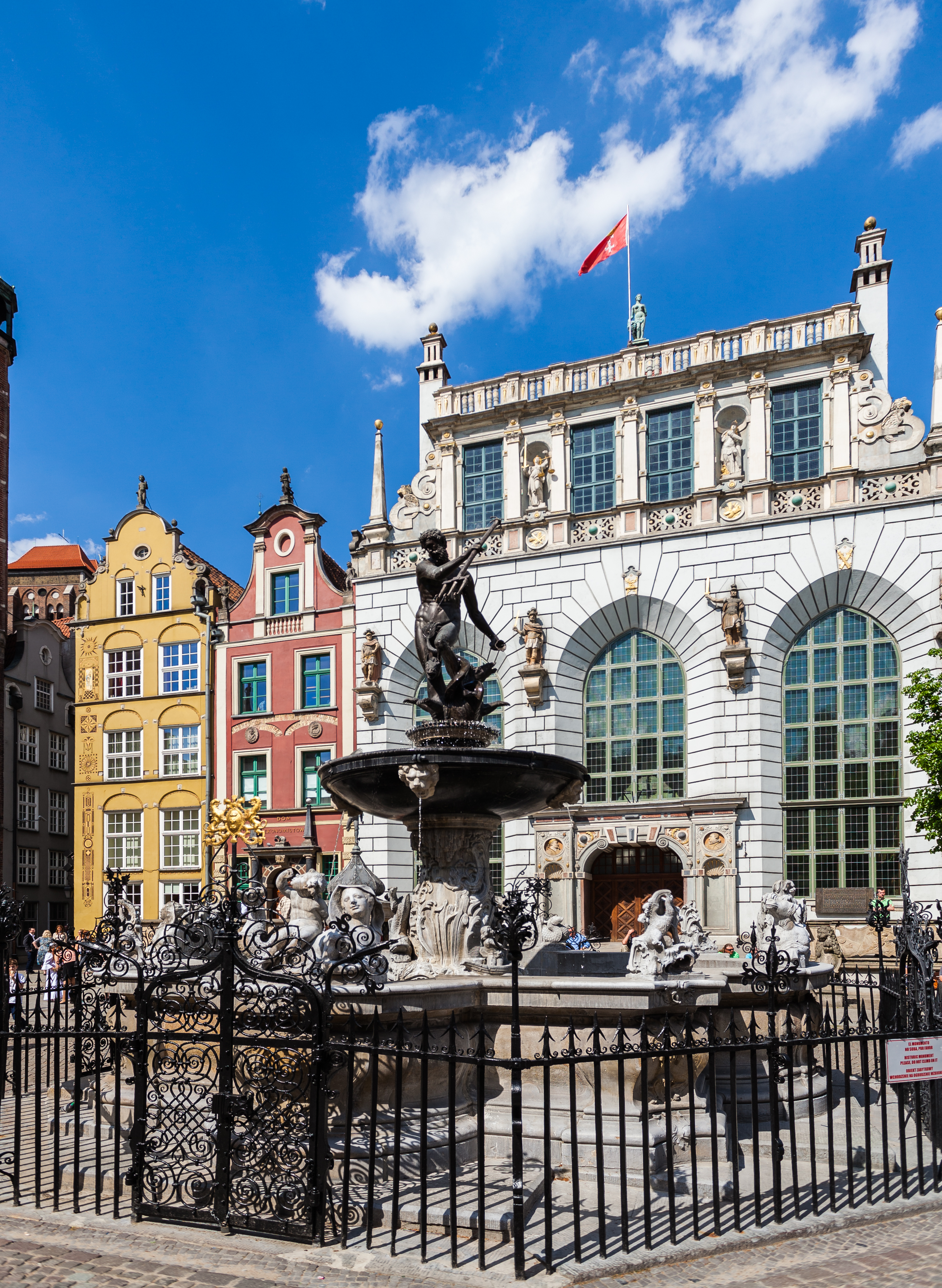
Neptunusbrunnen i Gdańsk.

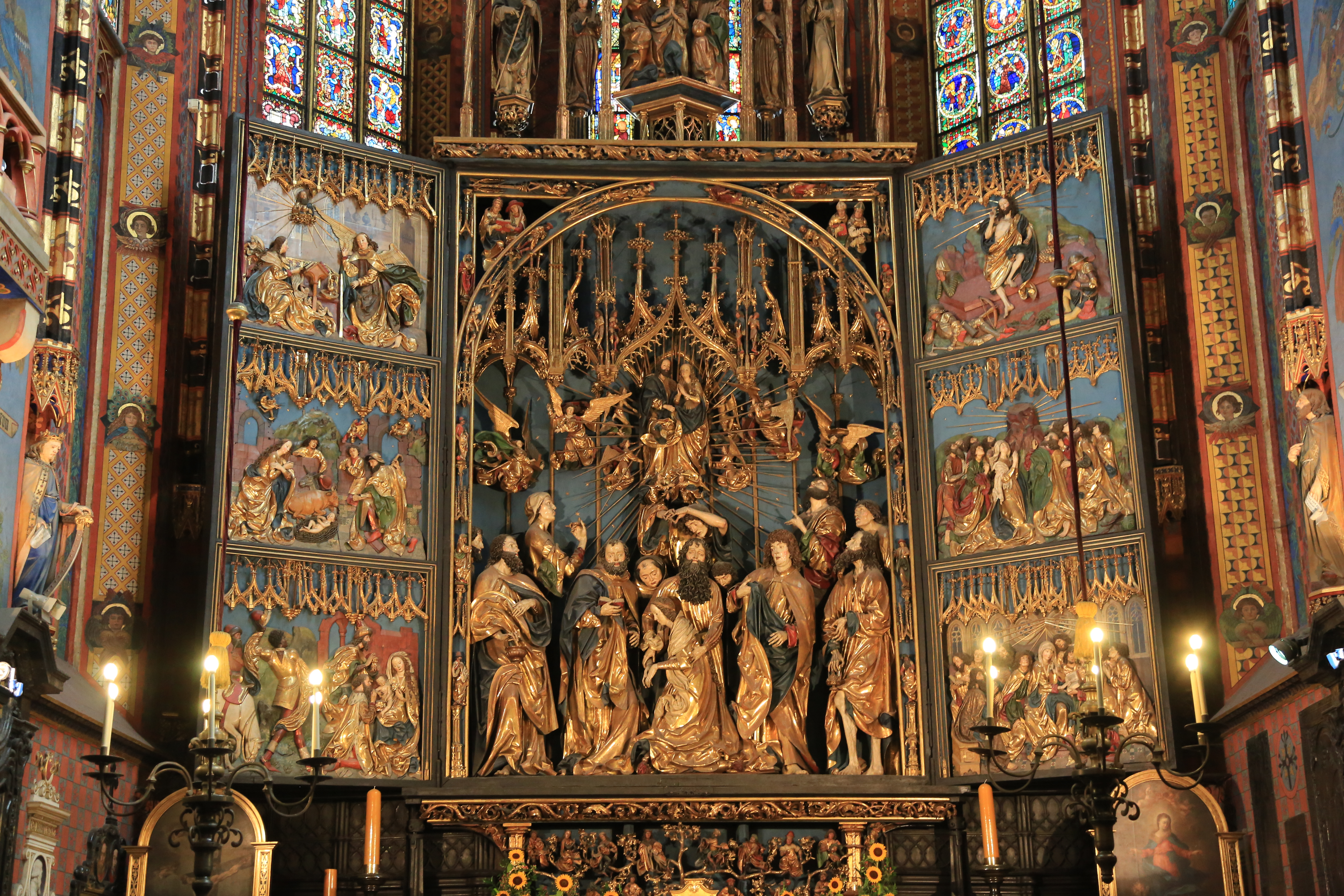
Gotisk konst i Mariakyrkan, Kraków.

### Konstarter
Tiden efter andra världskriget med det kommunistiska styret påverkade kulturlivet på många plan. Många personligheter inom kulturen valde att utvandra på grund av censur och repressalier, bland annat författarna Czesław Miłosz och Witold Gombrowicz. På 1950-talet lättade kontrollen något över kulturen, vilket dock enbart varade en kort period innan restriktionerna ökade igen. På 60-talet gick bland annat filosofen Leszek Kołakowski, dramatikern Sławomir Mrożek och filmregissören Roman Polański i exil.

#### Musik och dans
Frédéric Chopin, Karol Szymanowski, Henryk Wieniawski, Krzysztof Penderecki, Witold Lutosławski, Henryk Górecki och Andrzej Panufnik är några exempel på tonsättare som kom från Polen.
Inom populärmusiken är artisten Edyta Górniak framgångsrik. Hon var även landets första representant i Eurovision Song Contest 1994.
Det finns en rad runddanser som härstammar från Polen. Processionsdansen polonäs kan vara den mest kända polska dansen. Den och mazurkan har haft inflytande på dansen i Europa. Andra kända runddanser är krakowiak, oberek och kujawiak. Det är dock osäkert om polska härstammar från Polen, trots namnet.

#### Teater
Polen har också en rik teatertradition med namn som Aleksander Fredro, Juliusz Słowacki, Zygmunt Krasiński, Gabriela Zapolska, Witold Gombrowicz, Stanisław Wyspiański, Sławomir Mrożek och Stanisław Ignacy Witkiewicz.

#### Bildkonst
De ledande konstnärerna kan exemplifieras av målarna Stanisław Wyspiański (samma person som dramaturgen), Witold Wojtkiewicz, Tadeusz Makowski, Jan Matejko, Aleksander Gierymski, Juliusz Kossak, Jacek Malczewski och Konrad Krzyżanowski.

#### Film
Filmkonsten är också väl utvecklad, exempelvis genom Andrzej Wajda, Krzysztof Kieślowski, Jerzy Kawalerowicz, Krzysztof Zanussi, Jerzy Skolimowski och Roman Polański.

#### Arkitektur
Det finns flera äldre städer i Polen med byggnader från medeltid och renässans, varav flera är byggnadsminnesmärkta. Kraków är en stad som utmärker sig för sin medeltida arkitektur och har erhållit status av Unesco som världsarv. Andra världskriget och dess luftbombningar påverkade Polen genomgripande och många äldre stadsdelar förstördes under kriget. Stadsdelarna har sedan byggts upp på nytt och restaurerats i enlighet med utseendet före kriget, så långt det har gott. Warszawa är ett exempel på en stad som återställt många äldre byggnader.

#### Dator- och TV-spel
Polen är även bas för flera spelstudior som utvecklar dator- och TV-spel. En av de större är CD Projekt som bland annat utvecklat spelen The Witcher 1-3, som bygger på böckerna Sagan om häxkarlen (The Witcher) av Andrzej Sapkowski. Ett annat uppmärksammat spel har varit This War of Mine, utvecklat av 11 Bit Studios, där spelaren får följa en grupp civila under ett inbördeskrig. Spelet blev 2022 det första spel i Polen att utses som en del av läroplanen i skolan, utifrån sitt fokus på civila upplevelser av krig.

### Traditioner
En liten bit av hästskinn brukade finnas med i vaggan för att bringa barnet lycka. Vidskepelsen har under senaste tiden tillskrivits den lägre förekomsten av vissa allergier i Polen.

#### Helgdagar och högtider
| - Polens nationella självständighetsdag - jul - Corpus Christi - 3-majgrundlagsdagen - Annandag jul - Pingst - Annandag påsk - Första maj - nyår - Trettondedag jul - Armed Forces Day Denna lista hämtas från Wikidata. Informationen kan ändras där. |

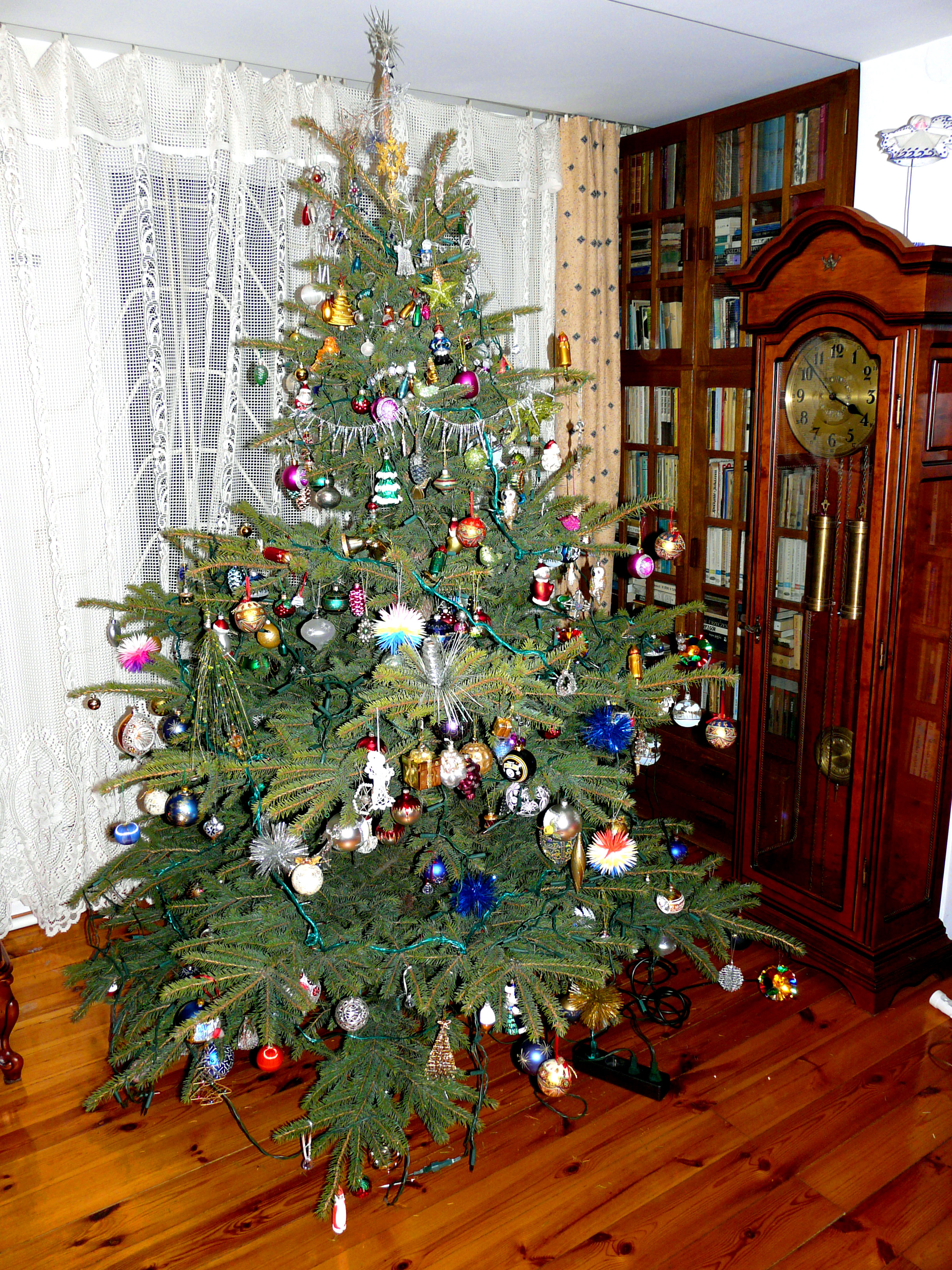
En julgran med handgjorda glasdekorationer i ett polskt hem.

På julafton äter man traditionellt flera rätter av fisken karp. De inköps levande och måste ofta förvaras några dagar till exempel i ett badkar. För att vara fräscha ska karparna slaktas mycket kort tid innan de tillagas. Makowiec är en tung kaka bestående till största delen av vallmofrön blandat med socker, nötter och russin. Bakverket görs antingen som en rulltårta eller som en kaka med mördegsbotten med ovan beskrivna vallmofrömassa ovanpå. Sernik (även kallad Serownik) är en slags polsk cheesecake och innehåller ofta russin.
Enligt den gamla traditionen ska man ha halm under bordduken på julaftonen. Många visar symbolisk gästfrihet genom att duka för en person mer än de inbjudna gästerna. Man inleder julaftonen med att bryta sönder en fyrkantig oblat och dela den med varandra och önska allt gott.
Jultomten, som kallas gwiazdor (ungefär stjärnman) och som skall ha en mitra och skägg, kommer på julaftonen. Julklapparna är som i Sverige ofta av den dyrare sorten och får oftast texten: Wesołych Świąt... ("God Jul till...")
(Święty) Mikołaj, eller på svenska Sankt Nikolaus, kan ofta förväxlas med gwiazdor, men den riktige Mikołaj kommer redan den 6 december till alla snälla barn, och beroende var i Polen man bor, så får man godis eller leksaker i eller bredvid sina finputsade skor (till exempel i norra Polen) eller på kudden.
Som en avslutning på julafton besöker man midnattsmässan, där höjdpunkten är julsångerna. Under kommunisttiden (1945–1989), var de välfyllda kyrkorna och katedralerna med människor som kraftfullt sjöng hymnen Boże coś Polskę przez tak liczne wieki ("Gud, du som bevarat Polen genom århundraden") en återkommande demonstration för friheten.
Långfredagen är traditionsenligt en katolsk fastedag. På Påskaftonen brukar man göra en liten smyckad korg med olika små portioner med maträtter, som man tar till kyrkan för att få välsignad och stänkt med vigt vatten. På Annandag påsk frias śmigus-dyngus, där śmigus avser att man slår varandra med påskris (till åminnelse av prygling av Jesus), medan dyngus avser olika varianter av bestänkning med vatten, allt mellan salongsmässigt sprejande med parfymerat vatten, till det mer burdusa medelst en brandslang. Skinka och ostkaka, sernik, mazurek och köttet, som återigen infinner sig på bordet, är nödvändiga ingredienser på ett polskt påskbord.

#### Mat och dryck

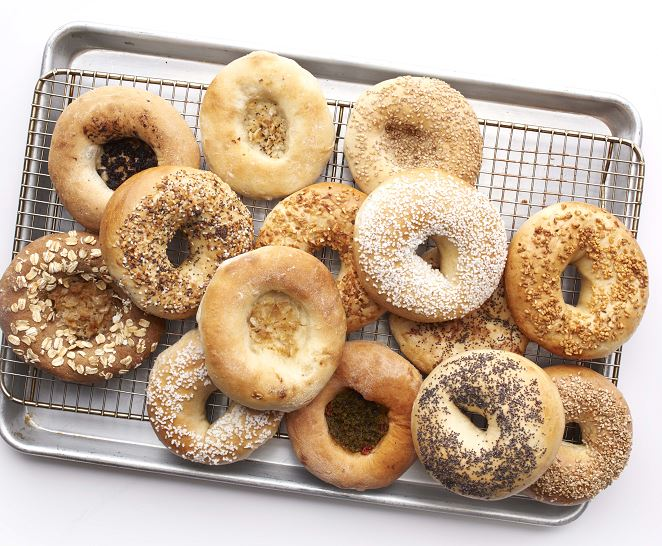
Bagel, en typ av bröd från Polen.

Polsk mat tillhör för det mesta den kraftigare arten. Śniadanie (frukost) ska vara en rejäl rätt med bröd, skuren korv, ost, kvarg, stekta ägg och som skall mätta till middagen, med ett mellanmål som kallas den andra frukosten, och kan till exempel bestå av några mackor. Middag äter man på eftermiddagen och brukar bestå av soppa, huvudrätt och efterrätt. På kvällen äter man kolacja (kvällsmat) som då är ofta sallader och kallskuret. Lunch har införts på senare tid som en ersättning för andra frukosten. Syrning används traditionellt för betor, gurkor och kål.
Kött och köttrika rökta korvar dominerar men även en del vegetariska rätter är populära.
Några populära bakverk är Sernik och makowiec är de mest typiska kakorna, men även småbakelser och tunga tårtor med smörkräm uppskattas. Sękacz är en variant av spettekaka och kommer från kasjuberna. Szneki liknar något svenska bullar (är dock mycket större). Bagel kommer också från Polen.
Några vanliga drycker är oranżada (läsk) och öl, vodka, zsiadłe mleko (syrad mjölk) och kwas chlebowy (gjord på surt bröd).

#### Kultursymboler och viktiga personligheter
Nedan presenteras kultursymboler i form av världsarv:
Följande objekt finns på Unescos lista över världs- och kulturarv:
| Objekt finns på Unescos lista över världs- och kulturarv                   | Objekt finns på Unescos lista över världs- och kulturarv | Objekt finns på Unescos lista över världs- och kulturarv                                                                     |
| Objekt                                                                     | År                                                       | Beskrivning |
| -------------------------------------------------------------------------- | -------------------------------------------------------- | --- |
| Gamla staden i Kraków                                                      | 1978                                                     | ett av Europas största torg - Rynek Główny, slottet Wawel och Jagellonska universitetet - ett av Europas äldsta universitet. |
| Saltgruvan i Wieliczka                                                     | 1978                                                     | över 300 km korridorer, kapell och salar uthuggna i salt.                                                                    |
| Auschwitz-Birkenau"                                                        | 1979                                                     | Det av nazisterna byggda koncentrationslägret i Oświęcim.                                                                    |
| Nationalparken Białowieski                                                 | 1979                                                     | Område i Puszcza Białowieska med stora ytor orörd urskog.                                                                    |
| Gamla staden i Warszawa                                                    | 1980                                                     | grundligt förstörd under Andra världskriget, men noggrant rekonstruerat på 1950- och 60-talen.                               |
| Gamla staden i Zamość                                                      | 1992                                                     | |
| Gamla staden i Toruń                                                       | 1997                                                     | |
| Borgen i Malbork (tyska Marienburg)                                        | 1997                                                     | byggd av Tyska orden på 1200-talet.                                                                                          |
| Kalwaria Zebrzydowska                                                      | 1999                                                     | |
| Fredskyrkorna i Jawor och Świdnica (ty. Schweidnitz)                       | 2001                                                     | de största kyrkorna med skelettkonstruktion i Europa.                                                                        |
| Träkyrkorna i Binarowa, Blizne, Dębno, Haczów, Lipnica Murowana och Sekowa | 2003                                                     | |
| Muzakowskiparken i floden Nysas dalgång.                                   | 2004                                                     | |
| Hala Stulecia i Wrocław                                                    | 2006                                                     | |

Nedan presenteras Polska fredpristagare: 
- 1983 – Lech Wałęsa (fredspriset)
- 1995 – Józef Rotblat (fredspriset)

År 2007 mottog Leonid Hurwicz Sveriges Riksbanks pris i ekonomisk vetenskap till Alfred Nobels minne

### Idrott

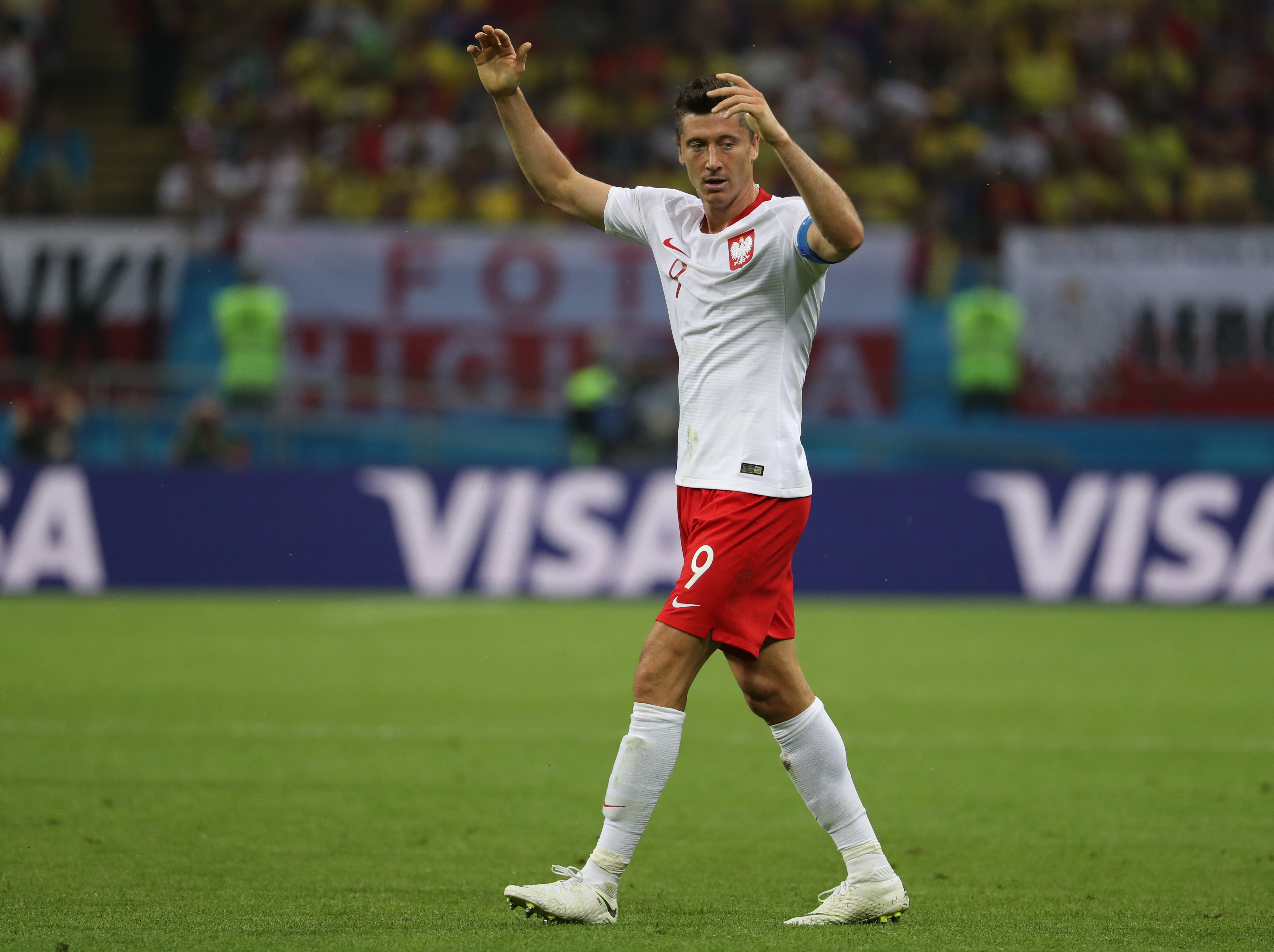
Robert Lewandowski, polsk fotbollsspelare.

Den mest populära sporten i Polen är fotboll, där landslaget vann 1972 års OS-turnering i fotboll för herrar. Vid världsmästerskapen i fotboll för herrar 1974 och 1982 vann landet brons.  Även speedway är en mycket populär sport i Polen och polska förares internationella framgångar har gjort sporten omtyckt. En känd speedway-förare som bidragit till sportens popularitet är Tomasz Gollob. Andra populära sporter i landet är volleyboll, efter att Polens landslag säkrat guld i EM 2003 och 2005 och silver i VM 2006 och guld 2014, samt basket. På senare tid har backhoppning (tack vare Adam Małysz), Formel 1 (tack vare Robert Kubica), simning (tack vare Otylia Jędrzejczak) och handboll (tack vare ett silver i VM 2007) blivit populära sporter hos det polska folket. I september 2014 tog Michał Kwiatkowski hem världsmästerskapens linjelopp i cykel
Polen tilldelades tillsammans med Ukraina arrangörskapet av Europamästerskapet i fotboll 2012. Arrangörsstäderna var Warszawa, Gdańsk, Wrocław och Poznań, med Chorzów och Kraków som reservstäder.
Trots att landet periodvis har ansträngt sig och är omgivet av meriterade länder i ishockey har framgångarna uteblivit för det polska landslaget i sporten, och intresset hos den polska publiken är svalt.

## Internationella rankningar
| Organisation                                | Undersökning                   | Rankning  |
| ------------------------------------------- | ------------------------------ | --------- |
| Heritage Foundation/The Wall Street Journal | Index of Economic Freedom 2019 | 46 av 180 |
| Reportrar utan gränser                      | Pressfrihetsindex 2019         | 59 av 180 |
| Transparency International                  | Korruptionsindex 2018          | 36 av 180 |
| FN:s utvecklingsprogram                     | Human Development Index 2018   | 32 av 189 |